# 海軍 (ONE PIECE)
- - ONE PIECEの用語一覧 > 海軍 (ONE PIECE)
  - ONE PIECEの登場人物一覧 > 海軍 (ONE PIECE)

海軍（かいぐん、Marine）は、漫画『ONE PIECE』に登場する架空の軍隊。
担当声優はテレビアニメ版での配役。担当俳優は実写ドラマ版での配役。

## 概要
世界政府直属の海上治安維持組織。中でも海軍本部は「偉大なる航路（グランドライン）」三大勢力の一つ。主な任務は、海賊をはじめとする犯罪者相手の警察行為である。シンボルは「M」の文字を図案化したカモメのマーク。
一騎当千の猛者達が数多く所属しており、大量の重火器を搭載した軍艦など、極めて強大な戦力を擁する。「絶対的正義」の名のもとに、海賊などの悪党から民衆を守ることを使命とする。
しかし、己の信じる「正義」を追求するあまりに人命を顧みず冷酷非情な行動に走る者（例：サカズキ）や、自らの利益のみを目当てに非道な行いをする者（例：モーガン、ネズミ）も含まれており、必ずしも全員が純粋な善人とは限らない。悪人ではないが、G-5の海兵達のような海賊並みの荒くれ者もいる。
海軍本部の軍艦は、船底に海楼石が敷き詰められており、海王類に悟られず比較的安全に「凪の帯」を航海できるため、「偉大なる航路」と4つの海を自由に行き来することが可能である。

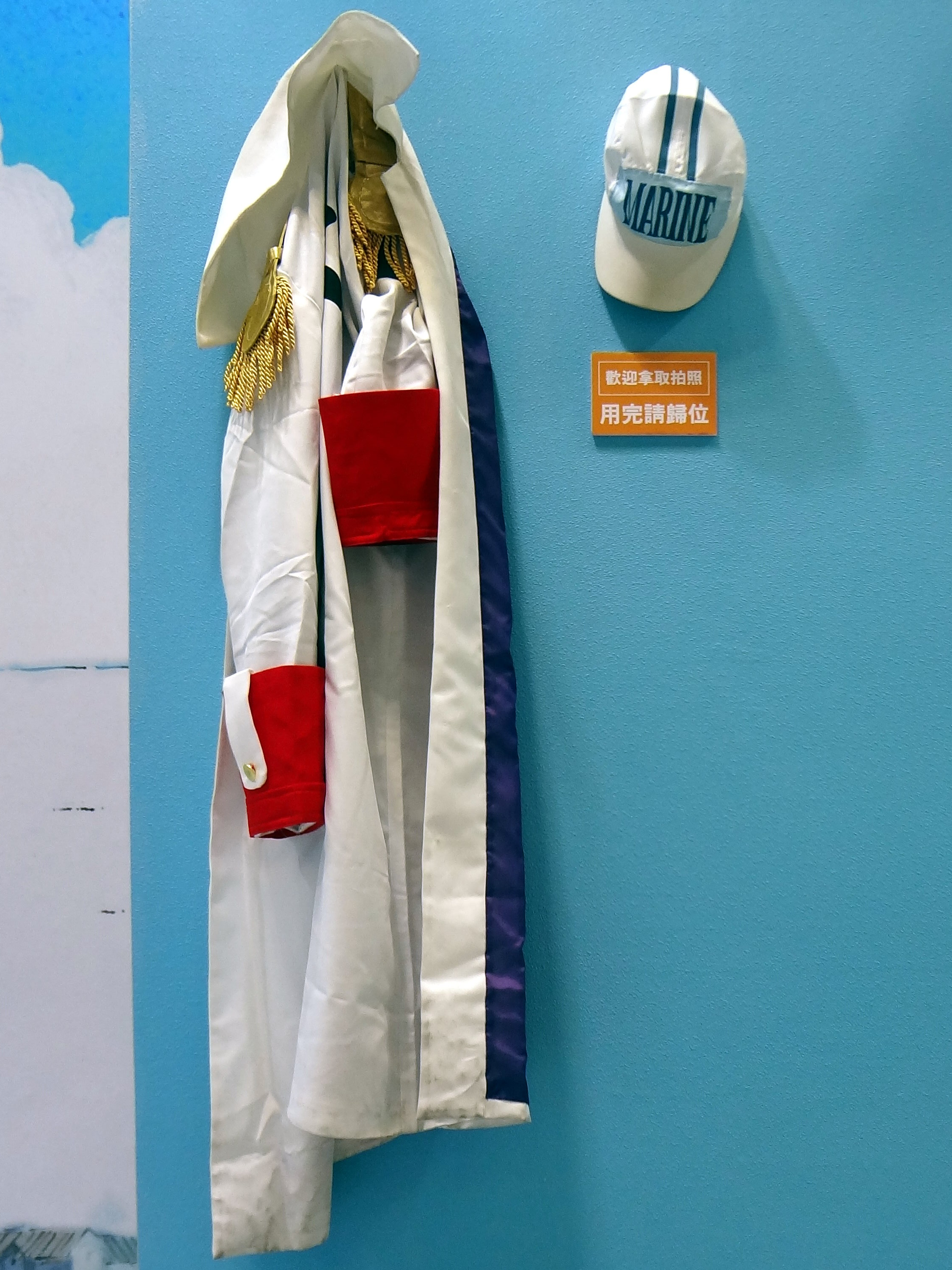
海軍の帽子とコート

階級は上から、元帥（海軍トップ）、大将、中将、少将、准将、大佐、中佐、少佐、大尉、中尉、少尉、准尉、曹長、軍曹、伍長、一等兵、二等兵、三等兵（新兵）、雑用。少尉以上は「海軍将校」と呼ばれ、背面に「正義」と書かれた白いコートの着用が認められる。ほとんどの将校は、このコートを袖を通さずに羽織る形で着用している。一等兵以下は制服・制帽の着用が義務付けられており、伍長以上になると私服が認められる。佐官以上の者はスーツを着用することが多い。挙手敬礼の際には掌を後方に向ける。各海兵には「M・C」（マリンコード）と呼ばれる認識番号が割り当てられている。通信時には「G-1」など所属を示すコードを添えて名乗る場合もある。

### 本部と支部
海軍本部
「偉大なる航路」を管轄する海軍組織。世界中の正義の戦力の最高峰。
本部基地は「偉大なる航路」前半の島「マリンフォード」に置かれていた。しかし頂上戦争後の2年の間に、新元帥サカズキの意向により、G-1支部と入れ替わる形で新世界に移転した。
ニューマリンフォード
新世界編の海軍本部基地。新世界・「赤い土の大陸」付近に存在する。
元々はG-1支部だったが、新元帥サカズキの意向でマリンフォードと本部の場所が入れ替えられる。中央にはマリンフォードと同様に日本風の建物がそびえ立っており、その周囲には大量の砲台が存在する。要塞の左右には、カモメの羽を模した巨大な建造物も存在する。島からはシャボンディ諸島と同じく、シャボン玉が発生している。
海軍支部
世界各地の5つの海に散らばる支部。大佐以上の地位の人物によって管轄される。
偉大なる航路の支部は、本部の海兵が管轄している。支部名は「海軍G・L（グランドライン）第○支部」、通称「G-○」となる。
東西南北の東の海に所属する海兵の階級は、本部より3ランクほど下がる（例えば、支部大佐は本部大尉相当）。
大きな力を持たない小悪党のような海賊は簡単に逮捕できるが、クロやアーロンなどの賞金首として指名手配されるような大物海賊が相手だと簡単に倒されて歯が立たない。
マリンフォード
「偉大なる航路」前半にある三日月型の島。旧海軍本部。新世界編では海軍G-1支部の所在地。
「赤い土の大陸」およびシャボンディ諸島の近くに位置する。主に海兵達の家族が暮らす大きな町や日本風の建築物、庭園がある。湾岸一帯には「オリス広場」があり、その中央後方には処刑台が設置されている。中央に聳える石壁には大きく「海軍」（新世界編では「G-1」）と書かれている。正面に「正義の門」があり、門が開いた時に生まれるタライ海流によってエニエス・ロビー、インペルダウンと繋がっている。広場の西端には、伝説の軍艦「オックス・ロイズ号」に付けられていた神聖な鐘「オックス・ベル」がある。
24年前、金獅子のシキがロジャー処刑を阻止するために襲撃し、センゴクとガープの両名と激突。その戦闘により、マリンフォードの町は半壊した。
マリンフォード頂上戦争では、激しい死闘の末に勝利を収めるが、マリンフォードの町や本部要塞は大きな被害を受けた。その後の2年の間に、新世界のG-1支部と本部の場所が入れ替えられた。

## 人物
海軍本部 / 海軍支部（偉大なる航路） / 海軍支部（東西南北の海） / その他の海兵・海軍関係者 / 脱隊者

### 海軍本部
元帥 / 大将 / 中将 / 少将 / 准将 / 佐官 / 各部隊 / SSG / 派生作品オリジナルキャラクター

#### 元帥
全兵を統べる海軍総大将。「バスターコール」の発令権を持つ。クロスギルドによる海兵狩りの懸賞金は5王冠（約50億ベリー）。
マリンフォード頂上戦争終結後、それまで元帥を務めてきたセンゴクが退任。次期元帥の候補として、センゴクから推薦されたクザンと、政府上層部から支持を受けるサカズキが有力になる。対立した2人はパンクハザード島で10日間に及ぶ決闘を繰り広げ、それに勝利したサカズキが新元帥に就任した。
センゴク
声 - 石森達幸（151話 - 512話）→大川透（703話 - ）
海軍本部元帥→海軍本部大目付。異名は「仏のセンゴク」。
「南の海」出身。77歳→79歳。誕生日は5月9日。身長278cm。おうし座。血液型F型。好物は海軍おかき。
アフロヘアー、編み込んだ顎髭、黒縁の丸眼鏡が特徴の男。カモメのオブジェを載せた軍帽に多数の勲章を付けた白い礼服を着用。新世界編では白髪になり、服装も半袖シャツにショートパンツというカジュアルなものに変わっている。コートの背中には「隠居」と書かれている。冷静かつ謹厳で、仁義を重んじる性格。自分たちが世界の中心に位置することで、悪党から世界中の人々を守らんとする「君臨する正義」を信念としている。一方で、海軍に様々な圧力をかけてくる政府上層部には嫌悪感すら示している。海賊を「海のクズ共」と嫌悪しており、七武海のことも信用していない。同僚のガープの自由奔放な行動には頭を抱えている。元帥を退いて以降は、幾分柔らかい性格の好々爺になっている。傍らにヤギを従えている。「D」について何か知っている模様。
動物系幻獣種の悪魔の実「ヒトヒトの実 モデル"大仏"」の能力者。黄金に輝く大仏に変身し、掌から高威力の衝撃波を広範囲に放つことができる。「覇王色の覇気」の持ち主。
「智将」の名を取る頭脳と高い戦闘力により任を遂行し、大海賊時代以前から同期のガープ・つると共に、伝説級の大物海賊を相手にし海軍を牽引してきた。27年前の時点で既に本部大将の地位にあった。24年前には、マリンフォードを襲撃した金獅子のシキをガープと共に捕縛し、インペルダウンに投獄した。22年前には、オハラへのバスターコールの発動権を当時のCP9長官スパンダインに譲渡した。
31年前、身寄りを失った元天竜人ロシナンテを保護し、優秀な海兵に鍛え上げた。ドンキホーテファミリーを討伐するため、17年前にロシナンテをスパイとして潜入させるが、10年前の「オペオペの実」を巡る事件で彼を失った。ロシナンテのことは息子のように想っており、彼の死を知った際は涙した。
マリンフォード頂上戦争では、開戦直前にエースが海賊王ロジャーの息子であることを世界中に発表。開戦後は処刑台から全軍の指揮を執り、パシフィスタによる挟撃策、スクアードへの離間の計、包囲壁による殲滅作戦などを実行し、白ひげ海賊団とルフィたちを幾度も窮地に陥れた。しかし、ルフィに処刑台まで辿り着かれ、エース共々自らの手で処刑しようとしたが、エースの解放を許してしまう。戦争終盤、現れたシャンクスの要求を認め、エースと白ひげの死を以て終戦を宣言した。
終戦後、時代の変わり目を悟り元帥を退任。コングの要請で軍には残り、大目付として若い海兵の育成にあたっている。ドレスローザ編では、ドフラミンゴ護送の援護のため、つるの軍艦に同乗しドレスローザに赴く。そこでロシナンテに人生を救われたローとロシナンテへのそれぞれの想いを語り合い、互いに彼のことを忘れないでおこうと誓い合った。ワノ国編では、部下達にロックス海賊団やゴッドバレー事件について説明する。
サカズキ
声 - 立木文彦、中尾みち雄（中将時代）
海軍本部大将→海軍本部元帥。通称「赤犬（あかイヌ）」。
「北の海」出身。53歳→55歳。誕生日は8月16日。身長306cm。しし座。血液型F型。好物は白米、トウガラシ。
悪は全て根絶やしにすべきという「徹底的な正義」を信条とする硬骨漢。その思想は海軍の中でも一際冷酷・過激なもので、正義を遂行するためならいかなる犠牲も厭わない。「人間は正しくなけりゃあ生きる価値なし」と考えており、たとえ民衆や海兵であっても自身が「悪」と見なすものは容赦なく抹殺する。そのため多くの海兵から畏怖されているが、政府上層部には彼の意向に賛同する者も少なくない。元帥就任後は海軍の面目を保つことを重要視しており、政府上層部からの圧力を嫌っている。対極的な正義を掲げるクザンや、王下七武海制度に否定的な藤虎とは意見が合わず反目し合っている。一人称は「わし」で、広島弁を思わせる口調で喋る。大将時代はバラを胸に挿した赤いスーツと軍帽を着用。髪型は角刈りで、左半身にかけて桜吹雪の刺青を彫っている。元帥となった新世界編では、口と顎に髭を生やし葉巻を吸っており、右上半身から顔面にかけて大きな傷跡があり右耳の一部が欠けている。服装は白いスーツに変わり、赤いシャツを着ている。イッショウからは「サカさん」と呼ばれている。
自然系悪魔の実「マグマグの実」の能力者。体を灼熱のマグマと化し、自在に放出することができる「マグマ人間」。攻撃は主にマグマ化した拳を使って行う。山のように巨大な氷塊を一瞬で蒸発させ、火をも焼き尽くす圧倒的な火力を誇り、高温のマグマゆえに覇気を使えない者は触れることすらかなわない。体をマグマ化する事で、地下を溶かしながら地中を移動する事も可能。
32年前、海軍に入隊。ボルサリーノとは同期。中将時代の22年前、バスターコールによりオハラに赴き、「学者が乗っている可能性がある」という理由で、オハラの一般市民が乗った避難船を撃沈させた。この行為はクザンやサウロからも問題視されていた。
マリンフォード頂上戦争では、白ひげのモビー・ディック号を含む2隻を沈め、離間の計の実行役となってスクアードを陥れる。さらに処刑台から解放されたエースを白ひげへの罵倒で怒らせ踵を返させると、ルフィを庇ったエースの腹を貫き、死に至らしめた。その直後白ひげに強襲され、白ひげの顔の左半分（アニメでは腹部の一部）を焼き尽くすが、反撃を受け地割れに叩き落とされる。しばらく戦線離脱したが、ルフィを抱えて逃亡を図るジンベエを追撃し、2人もろとも拳で貫きルフィの胸に傷跡を残した。以降も軍を鼓舞しながら猛攻を加え続け、コビーに無益な戦火拡大を諌められると即座に粛清しようとしたが、突如現れたシャンクスに攻撃を止められた。
終戦後、黒ひげ海賊団を捕えるために新世界の「燃える島」に出動するも逃げられ、置き去りにされたボニーを捕える。センゴクの退任後、政府上層部から次期元帥に推薦され、センゴクから推薦された青雉と対立。パンクハザードでの10日間に及ぶ決闘の末に青雉に勝利し、新元帥に就任する。就任後、海軍本部の新世界への移転や、「世界徴兵」を行った。
ドレスローザ編では、ルフィとローの同盟結成を受け、藤虎をドレスローザに派遣する。ドフラミンゴの七武海脱退が誤報だと知り、海軍をも騙したことを五老星に直接抗議するが一蹴される。ドレスローザでの一件後、政府の非を認めて土下座した藤虎と壮絶な舌戦を繰り広げ、落とし前として、ルフィとローの首を取ってくるまで全海軍基地への出入り禁止を藤虎に言い渡した。ホールケーキアイランド編とワノ国編では、カイドウとビッグ・マムの動向を窺い状況を静観した。エッグヘッド編では、マリージョアに上陸したくまを迎え撃つが、逃げられてしまう。エッグヘッドの一件の後、黄猿の失態を咎めたが、彼に激しく反論され謝罪した。
モデルは俳優の菅原文太。
技一覧
大噴火（だいふんか）
拳を巨大なマグマに変化させ、噴出する。山のような巨大な氷塊を一瞬で蒸発させる程の火力を誇る。溶岩はその後冷えて火山弾として降り注ぐ。
流星火山（りゅうせいかざん）
小規模化した「大噴火」の拳を何発も打ち出し、流星の如く広範囲に攻撃する。
犬噛紅蓮（いぬがみぐれん）
腕から流れ出す溶岩を犬の形にして相手に突撃させる。
ゲーム『ワンピース ギガントバトル！』での名称は「岩漿犬牙」。
冥狗（めいごう）
マグマと化した腕を突き出し、強力な掌底攻撃を行う。
コング
27年前の海軍本部元帥。現在は世界政府全軍総帥。

#### 大将
「海軍本部最高戦力」と称される3人の総督。色と動物を組み合わせた別名が与えられる。元帥と同じく「バスターコール」の発令権を持つ。天竜人直属の部下であり、彼らが危害を加えられると、大将が派遣される。クロスギルドによる海兵狩りの懸賞金は3王冠（約30億ベリー）。
物語当初はクザン（青雉）、ボルサリーノ（黄猿）、サカズキ（赤犬）の3名。頂上戦争終結後、パンクハザードの決闘を機にサカズキは元帥に昇格、クザンは退役。新世界編ではボルサリーノに加え、新たにイッショウ（藤虎）、アラマキ（緑牛）が着任している。
クザン
海軍本部大将。通称「青雉」。頂上戦争後、海軍を脱退。
ボルサリーノ
声 - 石塚運昇（398話 - 751話）→置鮎龍太郎（881話 - ）
海軍本部大将。通称「黄猿（きザル）」。
「北の海」出身。56歳→58歳。誕生日は11月23日。身長302cm。いて座。血液型XF型。好物は味噌ラーメン、ショウガ、バナナ。嫌いな食べ物はレモン。趣味はくんせい作り。イメージ動物はチンパンジー。
間延びした口調が特徴で、掴み所がない飄々とした雰囲気の人物。うっかりしたところや短気な一面を覗かせることもあるが、基本的には感情を表に出すことは少ない。青雉と赤犬の対照的な正義を俯瞰し「どっちつかずの正義」という立ち位置についている。サカズキやアラマキのように過激な行動を取ることはないが、クザンやイッショウのように情に流されたり己の正義を貫き通すこともない。ただし、かつての部下や友人と対峙する際は葛藤する一面もある。軍務には忠実でシビアな面を見せ、辛辣な発言も多い一方、組織の意向に逆らえない自分を「社畜」と自嘲している。ティアドロップのサングラスとストライプの入った黄色のスーツを着用。新世界編ではワイシャツがタートルネックに変わっている。口癖は「～ねェ」。一人称は「わっし」。部下の戦桃丸には「オジキ」と呼ばれる。
自然系悪魔の実「ピカピカの実」の能力者。体を光に変えることができる「光人間」。光速での移動や攻撃が可能であり、光速での蹴りと手足から放つレーザーを主に使う。特に足から放たれる太いレーザーは、ヤルキマン・マングローブの巨木を一撃でへし折るほどの絶大な破壊力を誇り、光速の蹴りは、軽い攻撃でも蹴った相手を何軒もの家屋を貫通させて吹き飛ばす威力を持つ。指から放つ光線はDr.ベガパンクによって解析され、人間兵器パシフィスタに搭載、さらにフランキーのラディカルビームの元となっている。また、能力で作り出した光の剣による剣術の腕も、現在のレイリーと互角の剣戟を繰り広げる程に優れている。覇気の練度も高く、ガード力は世界一を自称する戦桃丸にも劣らない。
32年前、海軍に入隊。サカズキとは同期。15年前の時点で中将の地位にあった。12年前には、フールシャウト島でタイヨウの海賊団を襲撃し、タイガーの死に対する怒りで襲いかかってきたアーロンを返り討ちにし、逮捕した。4年前の時点で大将の地位にあり、くま・ボニー親子がベガパンクのもとで手術を受けていた当時は、彼らと親しい間柄にあった。
天竜人ロズワード一家が麦わらの一味から危害を受けた報告を受け、シャボンディ諸島に出動。諸島に滞在していた億越えルーキーたちを瞬く間に圧倒し、さらに部下の戦桃丸やパシフィスタと共に、麦わらの一味を窮地に追いやる。しかしレイリーの妨害に遭い、さらにくまの出現によって捕縛に失敗した。
マリンフォード頂上戦争では、開戦直後に白ひげへ奇襲を仕掛けるが、マルコに阻止される。広場にルフィが現れるとすぐさま狙い、中将2名と共にルフィを瀕死に追い込む。さらに、中将オニグモとの連携でマルコに海楼石の手錠をかけ、能力を封じた。ルフィが処刑台に辿り着くと、白ひげにレーザーで反撃し、さらに遠距離からエースの手錠の鍵を破壊する。その後もベン・ベックマンの妨害をかわしながら、ルフィとローを追撃するが逃げられてしまった。
新世界編では、ドレスローザ編、世界会議編に登場。エッグヘッド編では、サターン聖の護衛としてエッグヘッドに赴く。ルッチから得た情報をもとに単身で島内へ侵入し、愛弟子である戦桃丸を難なく倒すと、そのまま麦わらの一味を襲撃。「ギア5」のルフィと互角に戦うも、時間切れ間際にルフィが放った拳を頭部に食らい、しばらく戦闘不能になる。バスターコールが発令されると、旧友たちと相対することに心を痛めながらも、自らベガパンクを手にかける。だが、復活したルフィによって近海に待機する軍艦に投げ飛ばされる。一件の後、甘い仕事をしたのではないかとサカズキに指摘されるも、目に涙を浮かべて憤りながら反論した。
劇場版『ONE PIECE FILM Z』では、元上官ゼット率いるNEO海軍と交戦。一進一退の攻防を繰り広げ、体調が万全でないゼットを徐々に追い詰めたが、ゼットがダイナ岩を起爆させたことで取り逃がす。終盤でピリオ島に部隊を率いて現れ、殿を買って出たゼットを討ち取った。
モデルは俳優の田中邦衛。名前の由来は、映画『トラック野郎 爆走一番星』で田中邦衛が演じた役名「ボルサリーノ2」。
技一覧
八咫鏡（やたのかがみ）
上下に合わせた両手の間からサーチライトのように光を放ち、周囲の建物などに照射・反射させ、特定の対象へのジグザグな「光の道」を作り出し、光に変化してこれを辿る。逃げる相手の追跡などに使用するが、「光の道」を途中で遮られると移動を阻止されてしまう。
天叢雲剣（あまのむらくも）
自身の半身以上の大きさの光の剣を作り出す。
八尺瓊勾玉（やさかにのまがたま）
空中に移動し、両手の指で作った円から無数の光の弾丸を雨のように発射する。また、光の弾を無数の分身に変化させ、相手を攪乱することもできる。
天岩戸（あまのいわと）
足から太いレーザーを放つ。照射点に数百mほどの大爆発を引き起こす。
天照（あまてらす）
V字サインをした指から強烈な光を放出し、目眩ましをする。
サカズキ
海軍本部大将。通称「赤犬」。頂上戦争後、元帥に昇進。
イッショウ
声 - 沢木郁也
海軍本部大将。通称「藤虎（ふじトラ）」。
「偉大なる航路」出身。54歳。誕生日は8月10日（「ふ」じ「と」ら）。身長270cm。しし座。血液型S型。好物はうどん&そば。
額から両目を縦断する大きな十字傷がある盲目の剣客。藤色の着流しに下駄を履いた和装の上に、海軍コートを羽織っている。任侠のような口調で話す。掲げる正義は「仁義ある正義」。市民の安全を第一とする考えの持ち主で、自らの非を認めようとしない海軍や世界政府には納得していない。自身の目的や思惑の為なら決してその意思を曲げず、不条理な事には相手が誰であろうと物申す。また王下七武海制度を危険視しており、世界会議編で制度撤廃の一助を担った。賭博が趣味で、サイコロを持ち歩いている。ルフィに対しては好感を抱いており、一度顔を見てみたいと、自らの視力を奪ったことを後悔している。ルフィからも「賭博のおっさん」と呼ばれ、悪い印象は抱かれていない。自身が率いる軍艦の帆には「一生」と書かれている。一人称は「あっし」。愛刀はワノ国の刀工・風月貴三郎作の最上大業物12工の1振りである仕込み杖「やくざ火線（やくざかせん）」。
超人系悪魔の実「ズシズシの実」の能力者。一定範囲の重力を自在に操ることができる。相手に重力をかけて押し潰したり、動きを封じたりすることができ、さらに上空から巨大な隕石を落とすこともできる。反重力で軍艦のような巨大物を浮かせたり、浮かせた瓦礫を操って相手を攻撃したり、瓦礫の上に乗って浮遊移動をすることも可能。その能力はドレスローザ全土の瓦礫を一度に浮かすほど広範囲に及ぶ。逆手の居合いの使い手で、ゾロやサボと渡り合う実力者。「武装色の覇気」「見聞色の覇気」の使い手であり、見聞色で周囲の状況を把握できるため、戦闘で盲目のハンデはほとんどない。実力は広く知れ渡っており、新参者ながら緑牛と共に「折り紙つきの化け物」と称されている。
かつて「偉大なる航路」に存在したアオイ王国の元警備軍隊長で、国が滅んだ戦争の重要戦犯として政府に名を知られていた。その後、「西の海」双蛇島の賭場で用心棒として働いていたところを政府に買収され（世界徴兵）、海軍入隊後すぐに大将に就任した。
ドレスローザ編では、サカズキの命で、ドフラミンゴの七武海脱退報道の真相を確かめるため、バスティーユやメイナードらを率いてドレスローザに赴く。港町アカシアの酒場でギャンブルをしていた際、ルフィ達と遭遇。コリーダコロシアムを偵察した後、グリーンビットへ向かい、ルフィとの同盟を認めたローを、ドフラミンゴと共に追い詰めた。ドフラミンゴがローを倒した後、ローの救出を試みたゾロたちを退け、王宮でドフラミンゴと会談。ドレスローザ支配の真相が発覚した後も、表向きは暴動の鎮圧とルフィ・ロー達の捕縛に動き、単身海軍に立ちはだかったサボと交戦する。その後、自身の思惑を打ち明け互いに手を引くと、ルフィたちにドフラミンゴ討伐を賭け、「鳥カゴ」の収縮阻止にも協力した。
ルフィがドフラミンゴを倒した後、リク王の元に出向き、ドフラミンゴの悪政を黙認していた政府の非を認めて土下座し、その様子を隣国に映像で流す。この件でサカズキから「海軍の面目を丸潰れにした」と叱責されるが、一切譲らず真っ向から反論したため、落とし前としてルフィとローの首を取ってくるまで全海軍基地への立入禁止を通告される。その3日後にルフィ達の捕縛へ動き出し、国中に残った大量のガレキの山を浮かせて、港にいる海賊達に浴びせようする。しかし、ルフィ達を逃がそうとする国民達の意思を感じ取ると、浮かせたガレキをドフラミンゴとの取引を潰され報復に現れた連合艦隊の上にルフィへの餞別として落とし、政府の尻拭いをしてくれたルフィに一礼の感謝を述べた。ドフラミンゴを護送中、奪い返しに来たジャックを撃退した。
世界会議編では、かねてより目指す七武海制度撤廃のため、マリージョアに入り、リク王やアラバスタ国王コブラと会談する。世界会議4日目には、くま奪還のためマリージョアに乗り込んできた革命軍の軍隊長達を緑牛と共に迎撃する。しかし「神々の地」という場所柄上、不自由な戦闘を強いられる事となり、さらに天竜人の奴隷を解放する革命軍を手助けした事で緑牛との大喧嘩に発展し、くまの解放を許してしまった。
モデルは俳優の勝新太郎が『座頭市』で演じた侠客・市。作者によると、名前は当初「紫虎」にするつもりだったが、「むらさきトラ」や「しトラ」だと語呂が悪かったため「藤虎」にしたという。
技一覧
重力刀 猛虎（グラビとう もうこ）
仕込み杖を振るい真横の方向に重力波を飛ばし、周囲を押しつぶす。
アラマキ
声 - 藤原啓治（882話）→諏訪部順一（1079話 - ）
海軍本部大将。通称「緑牛（りょくギュウ）」。
「南の海」出身。41歳。誕生日は2月29日。身長308cm。うお座。血液型X型。好物は熟成した酒（面倒だから食事はしない）。
砕けた口調で話す緑髪の男。サングラスをかけタバコを咥えており、左上半身に「死川心中」の刺青を入れている。素肌の上に海軍のコートを羽織り、左足に緑色の花柄があしらわれた黒のレザーパンツを着用している。奔放さとサカズキに似た苛烈さを併せ持った性格。掲げる正義は「死ぬ気の正義」。サカズキの「徹底的な正義」に賛同しており彼に憧れているが、逸りすぎてサカズキからの命令に背くこともある。イッショウとは対照的に天竜人を神とする世界政府の思想を肯定しており、「世界政府非加盟国の住民には人権がない」「人類は下を作って生きてきた」「差別とは安堵」などと発言する過激な思想の持ち主。能力で光合成が可能であるため、面倒だからという理由で3年間断食している。笑い声は「らははは」。武器は腰に差した刀。
自然系悪魔の実「モリモリの実」の能力者。身体を樹木に変化させ、大地に森を形成することができる「森人間」。緑牛が触れた土壌には草木や花が咲き乱れ、発生させた木々は高い再生能力を持つ。戦闘の際は、指を木の根に変化させて相手の養分を吸い取ったり、巨木に変身したりする。背中に花を生やしてプロペラのように回転させることで空を飛ぶこともできる。植物であるため火に弱いが、ある程度までの強さの火なら打ち消すことができ、全身を焼かれた場合でも、生きている限りは新たに芽を生やして蘇ることが可能。10億越えの四皇幹部や赤鞘の侍達を圧倒する実力を持ち、藤虎と並んで「折り紙つきの化け物」と称されている。「武装色の覇気」「見聞色の覇気」の使い手。
元は「南の海」タヤ王国の警官だったが、女性がらみの大事件を起こして投獄されてしまう。しかしその規格外の強さを政府に評価され、頂上戦争後の「世界徴兵」で大将に就任した。
世界会議編で初登場。赤犬からマリージョアに入った藤虎を追い出すよう命じられたが、藤虎に世界会議を荒らす意思がないことから黙認する。世界会議4日目には革命軍の軍隊長達と激突するも、くまの解放と彼らの逃走を許してしまった。会議閉幕後、スフィンクスでエドワード・ウィーブルを捕らえた。ワノ国編では、鬼ヶ島決戦の7日後にルフィの首を取るためにワノ国へ単独で突入し、兎丼の元囚人採掘場でキング・クイーンら百獣海賊団の残党達を返り討ちにする。ルフィのいる花の都へ向かう途中、立ちはだかった赤鞘の侍やヤマトを圧倒するも、高熱の炎を吐き出せるようになったモモの助に反撃され、さらにワノ国近海に来ていたシャンクスの発した強力な「覇王色の覇気」で牽制され、ワノ国から撤退した。
モデルは俳優の原田芳雄。
技一覧
禁憎森々（きんにくもりもり）
地面に根を下ろして花々や拳状の樹木を発生させ、巨大な木の怪物に変身する。
防火林（ぼうかりん）
受けた火炎攻撃をかき消す。

#### 中将
大将に次ぐ地位で、全員が「覇気」を身につけている実力者。バスターコールでは、5人の海軍中将が召集される。クロスギルドによる海兵狩りの懸賞金は5星（約5億ベリー）。
モンキー・D・ガープ

つる
声 - 松島みのり（459話 - 770話）→水田わさび（1116話 - ）
海軍本部中将。孔雀の祖母。異名は「大参謀」。
「北の海」出身。74歳→76歳。誕生日は3月26日。身長204cm。おひつじ座。血液型X型。好物はお茶と茶菓子。
世界各地の情報に精通している、知識豊富な老婆。実直で冷静な性格。ガープ・センゴクとは同期入隊。海軍の面々やドフラミンゴからは「おつるさん」、ガープ・センゴクからは「おつるちゃん」と呼ばれている。掲げる正義は「清らかなる正義」。側近は全員熟練の女性将校で構成されており、顔ぶれは13年前から現在まで変わっていない。軍艦の帆には、「鶴」の文字が大きく書かれている。
超人系悪魔の実「ウォシュウォシュの実」の能力者。あらゆるものを洗濯物のように洗って干すことができる「洗濯人間」。洗われた相手は無力化し、悪党の場合は悪の心も洗われ、悪事を行う気力が低下する。
かつてはセンゴクのもとでドフラミンゴの討伐を担当していた。センゴクの部下ロシナンテから得た情報を元に、何度もドンキホーテファミリーを追い回し、13年前の「オペオペの実」の騒動でも一戦交えた。そのため、因縁の相手としてドフラミンゴからは苦手意識を持たれている。
クロコダイルの七武海称号剥奪後の会議では、退屈しのぎで海兵達を操り同士討ちさせようとしたドフラミンゴをたしなめた。マリンフォード頂上戦争では、白ひげ海賊団への包囲作戦を実行した。ドレスローザ編ではセンゴクと共にドレスローザへ赴き、ドフラミンゴをインペルダウンへ護送した。
ジョン・ジャイアント
声 - 佐藤正治（45話）→竹本英史（294話）→江川央生（473話）
海軍本部中将。巨人族。
新世界「エルバフ」出身。誕生日は5月19日。
二角帽子を被り、コートに大量の勲章を付けた男。かつて巨人国「エルバフ」とのパイプを持っていた孤児売りマザー・カルメルの斡旋によって誕生した、海軍初の巨人海兵。武器は日本刀。
ルフィの初手配時や、エースの公開処刑前にマリンフォードで部下を鼓舞する演説を行った。マリンフォード頂上戦争では、出陣した白ひげを真っ先に迎え撃ちに行ったが、返り討ちにされた。
コーミル
海軍G-2支部中将。
モモンガ

オニグモ
声 - 園部啓一（305話）→藤本たかひろ（311話 - ）
海軍本部中将。
兜を身につけ、タバコをふかした長髪の男。赤犬に近い考えを持ち、任務遂行のためならば味方の犠牲も厭わない。髪の毛を6本の腕のように変化させ、八刀流で戦う。武器はサーベル。誕生日は2月8日。
エニエス・ロビー編ではバスターコールに召集され、ルフィとルッチが交戦している軍艦に、躊躇なく砲撃命令を下した。マリンフォード頂上戦争では、負傷した白ひげに気をとられたマルコに海楼石の手錠をかけた。
ドーベルマン
声 - 竹本英史
海軍本部中将。
体中に十字の傷がある男。武器は日本刀。負傷兵の手当てより海賊追撃を優先するなど、赤犬に近い苛烈な思想を持つ。一方で、劇場版『Z』では恩師であるゼファーの最期に涙を流した。誕生日は10月8日。
エニエス・ロビー編ではバスターコールに召集された。頂上戦争では、「覇王色の覇気」を使ったルフィの才覚を思慮深く見極め、部下たちに「強大な敵になるから逃がすな」と命じた。
エッグヘッド編では、ベガパンク抹殺任務のためにエッグヘッドに赴く。一件の後、サターン聖にベガパンクの放送の真偽について尋ねたことが彼の不興を買い攻撃を受けた。
ヤマカジ
声 - 増谷康紀（464話）→大場真人（475話 - ）
海軍本部中将。
顎鬚を生やし、葉巻をくわえた男。武器は日本刀。誕生日は4月5日。大海賊時代以前から海軍に所属していた。
エニエス・ロビー編ではバスターコールに召集された。七武海撤廃後、ハンコックの捕縛のため女ヶ島に派遣されるが、部隊ごと石化させられた。
ストロベリー
声 - 竹本英史
海軍本部中将。
異常に丈の長い頭と、長い髭が特徴の男。長い軍帽を被っている。少将時代は、普通の軍帽を頭頂部に乗せていた。洋刀による二刀流の剣士。ボルサリーノの部下。誕生日は1月5日。
12年前は少将の地位にあり、フールシャウト島でフィッシャー・タイガーを奇襲し、瀕死の重傷を負わせた。
エニエス・ロビー編では、バスターコールに召集された。
ラクロワ

ロンズ

ステンレス
声 - 竹本英史
海軍本部中将。アニメでの名前は「カイゼルヒゲ」。
カイゼル髭とオールバックが特徴的な男。武器は日本刀。
ジャヤ編でのマリージョアの会議で、ドフラミンゴに操られモザンビアともみ合いになった。頂上戦争にも参戦した。世界会議編での七武海制度撤廃後、バギーの捕縛に赴くも、クロコダイルに奇襲されて取り逃がしてしまった。
モザンビア
声 - 不明
海軍本部中将。顔の左側に傷がある男。マリージョアの会議で、ドフラミンゴに操られステンレスともみ合いになった。
キャンサー
海軍本部中将。サングラスをかけた、左目に傷のある男。葉巻を吸っている。マリージョアの会議に参加。
Tボーン
声 - 西村知道
海軍本部大佐→海軍本部少将→海軍本部中将。元王国騎士。異名は「船斬りTボーン」。
「偉大なる航路」出身。51歳→53歳没。誕生日は9月10日。身長200cm。おとめ座。血液型X型。好物は優しい味の精進料理。
民衆の幸せを第一に願う善人。趣味は「人助け」で、モットーは「一日百善」。部下からも尊敬されているが、痩せ細った骸骨のような怖い顔のため相手に一歩引かれてしまう。剣の名は「バンブー」。
海王類をも真っ二つにするほどの凄腕の剣士。海賊船をステーキのように斬り下ろしてしまうことから「船斬り」の異名をとる。曲がったことが大嫌いで、彼の振るう斬撃はすべて直角の軌跡を残す。
ウォーターセブン編では、ロビンの護送のために海列車に乗っていたが、サンジ達の罠にはまり、乗っていた車両が切り離されてしまう。民を思う気概で荒波の中線路を走って列車を追いかける途中ロケットマンと出くわし、単身で立ち向かうも、ゾロに一騎討ちで敗れた。ゾロに敗れた後は「タマタマ」助かったらしく、マリンフォード頂上戦争にも参戦した。
新世界編では少将の地位にある。世界会議編では、マリージョアに現れた藤虎を止めようとしたが言いくるめられてしまう。エッグヘッド編で、ペペ王国の貧しい国民によって、「海兵狩り」の懸賞金目当てに殺害された。
技一覧
直角閃光 ボーン空割（ボーンソワール）
四角型に相手を切る。
直角飛鳥 ボーン大鳥（ボーンオオドリー）
直角に曲がって螺旋を描く斬撃を飛ばす。
ダルメシアン
声 - 服巻浩司
海軍本部中将。
ダルメシアンに変身できる動物系悪魔の実の能力者。大柄な男。六式の「剃」「指銃」の使い手。誕生日は11月1日。
マリンフォード頂上戦争では、モモンガと共にルフィを追い詰めた。
スモーカー
海軍G-5支部中将。
ヴェルゴ
元海軍G-5支部中将。
バスティーユ
声 - 小山剛志
海軍本部中将。異名は「鮫切りバスティーユ」。
「偉大なる航路」出身。36歳→38歳。誕生日は7月14日。身長291cm。かに座。血液型F型。好物は鮫肉のハーブ焼き。
角のついた仮面をつけた、大柄な体格の男。目元に何らかの模様があり、これを隠すために仮面をつけている。部下からの信頼は厚く、バスティーユの部隊は士気が高いことで有名。語尾に「だら」を付ける口調が特徴。武器は長い刀身を持つ「鮫切包丁」。
頂上戦争編で初登場。ドレスローザ編では、剣闘会に出場した犯罪者を捕えるため、コリーダコロシアムを包囲する。「鳥カゴ」発動後、単身立ちはだかったサボと交戦するが、武器と仮面を破壊され返り討ちにされる。復帰後、ドレスローザから逃亡を図るルフィたちの捕縛に乗り出すが、バルトロメオやトンタッタ族たちの妨害により失敗した。
メイナード
声 - 花田光
海軍本部中将。異名は「追撃のメイナード」。
口髭を生やし、眼鏡をかけた男。タバコを吸っている。誕生日は5月7日（May(5)ナ(7)ード）。
ドレスローザ編で、コリーダコロシアムを偵察するため、「キャップマン」の偽名で剣闘会に潜入する。出場者の情報を部下に報告している途中、正体を怪しんだガンビアを倒したが、その直後にバルトロメオに倒される。「鳥カゴ」発動後は藤虎に代わって部隊を指揮し、暴動鎮圧にあたる。ドフラミンゴ敗北後、藤虎の指示で近隣の島々にドレスローザの真相を公表した。
ギオン
声 - 小松由佳
海軍本部中将。通称「桃兎（ももうさぎ）」。
第74巻SBS（質問コーナー）で「大将候補」として紹介されたキャラクターで、原作では世界会議編で初登場。雅やかな色気を醸し出す女性。年齢は不詳。好物はお茶漬けと八ツ橋。武器は名刀「金比羅」。
劇場版『GOLD』への登場に伴い、詳細な設定が明かされた。女だてらに中将の地位に就いている実力者で、その手腕を買われ、世界中を股に活躍している。つるの妹分。お座敷遊びに精通しており、あらゆる海賊をおびき出す「桃色客あしらい」の異名を持つ。左太ももにクモのタトゥーがある。
モデルは女優の木暮実千代。
トキカケ
声 - 檜山修之
海軍本部中将。通称「茶豚（ちゃトン）」。
第75巻SBSで「大将候補」として紹介されたキャラクターで、原作では世界会議編で初登場。頭にハット、口にはタバコ、格子柄のコートに腹巻、下駄といった独特な風体をした中年男性。元帥サカズキを「社長」と呼ぶ。好物は卵かけご飯とがんもどき。
劇場版『GOLD』への登場に伴い、詳細な設定が明かされた。サカズキの元帥就任後に頭角を現した人情派中将であり、職務の合間を縫っては「マドンナ」を捜し求め、世界中を渡り歩いている。海軍内では鼻つまみ者だが、市民には好かれており、大将藤虎とは気が合う。美人が大好き。
劇場版『GOLD』では、グラン・テゾーロでゴルフを満喫する中、カメ車レースでコースアウトしたルフィたちのカメ車に轢かれかけた。
ナヅ・ケタガーリ
海軍本部中将。姓名判断が趣味で、大将の異名の命名を担当している。
ドール
海軍G-14支部中将。
ホトトギス
声 - 鶴野有紗
海軍本部中将。つるの部下。自由奔放なガープを度々諫めている。
ブルーグラス
声 - 江森浩子
海軍本部中将。
ヘッドフォンとサングラスを身につけた小柄な老婆。つるの姉貴分。一人称は「ウチ」。
超人系悪魔の実「ノリノリの実」の能力者。自分の覇気が及ぶ範囲にあるあらゆる生物・物体を乗りこなすことが出来る「ドライブ人間」。
エッグヘッド編で、ベガパンク抹殺任務に参加。能力でパシフィスタの1体を制御し、ボニーを狙う。その後、ボニーの能力で幼児化させられた。
レッドキング
声 - ボルケーノ太田
海軍本部中将。
スキンヘッドと長い首、厚い唇と何重にも重なった顎が特徴の男。右腕は蒸気機関を搭載した機械に改造されている。
エッグヘッド編で、ベガパンク抹殺任務に参加する。麦わらの一味のエッグヘッド脱出を阻止しようとするが、フランキーに敗れた。
技一覧
蒸気ナッコー（スチーム - ）
蒸気機関の力を利用した右ナックル。
ハウンド
海軍本部中将。
フレームが尖った眼鏡をかけた男。スモーカーとは同期。
動物系悪魔の実「イヌイヌの実 モデル"猟犬（ハウンド）"」の能力者。
エッグヘッド編で、ベガパンク抹殺任務に参加する。
ギロチン
声 - 蟹江俊介
海軍本部中将。
サングラスをかけた屈強な男。頭に装着した刃物をブーメランのように投げて攻撃する。
エッグヘッド編で、ベガパンク抹殺任務に参加する。
土茶（トサ）
声 - 千葉俊哉
海軍本部中将。
顎髭を蓄えた巨漢。手で相手に噛みつく「土茶拳」という拳法を駆使する。「武装色の覇気」及び六式の「指銃」の使い手。
エッグヘッド編で、ボニーに襲い掛かるが、ブロギーの斧で叩き落された。
技一覧
六式
土茶噛み（トサがみ）
10本の指に「武装色の覇気」を纏って放つ「指銃」。装甲も食いちぎる威力があるという。
ウルバン
海軍本部中将。
口に長い牙を生やした長髪の男。海軍帽を目深に被っている。
超人系悪魔の実「ツツツツの実」の能力者。頭頂部が大砲に変化する「大砲人間」。
エッグヘッド編で、ベガパンク抹殺任務に参加する。
ポンスキー
声 - 中根徹
海軍本部中将。
髪と髭を伸ばし、サングラスをかけた顎の長い男。顔の左側に傷がある。武器は先端が巨大な貝殻になっているハンマー。
動物系悪魔の実「ラコラコの実」の能力者。ラッコに変身でき、貝殻による強力な殴打を繰り出す。
エッグヘッド編で、ベガパンク抹殺任務に参加する。ボニーの能力で幼児化させられた。
技一覧
ラッコハンマー
貝殻のハンマーを振り下ろし、相手に叩きつける。

#### 少将
五老星への謁見が許されるのはこの階級からであり、それより下（准将以下）の階級の海兵は拝見すら許されない。クロスギルドによる海兵狩りの懸賞金は2星（約2億ベリー）。
シシリー
海軍本部少将。「南の海」出身。誕生日は6月5日。
マリージョアで、ルフィと天竜人の一件をセンゴクに報告した。アニメでは登場しておらず、彼とは違う海兵が報告している。
アケヘンデ
海軍本部少将。インペルダウン編で、脱獄し逃走を図るルフィ達を、軍艦の砲撃で阻もうとした。
カタコンボ
声 - 服巻浩司
海軍本部少将。シャボンディ諸島に再集結した麦わらの一味を捕らえようとしたが、ハンコックによって阻止された。
カダル
海軍G-2支部少将。
ヒナ
海軍本部少将。
プリンス・グルス
海軍本部少将。
孔雀
海軍本部少将。

#### 准将
クロスギルドによる海兵狩りの懸賞金は1星（約1億ベリー）。
ダイギン
声 - 竹本英史
海軍本部准将。「西の海」出身。
インペルダウンに侵入したルフィを捕らえようと獄内に入ろうとしたが、サディちゃんに制止された。
ヤリスギ
海軍G-5支部准将。
ブランニュー
声 - 山田真一
海軍本部少佐→海軍本部准将。
「偉大なる航路」出身。54歳→56歳。誕生日は9月3日。身長190cm。おとめ座。血液型X型。好物はブラン・マンジェ。
サングラスと厚い唇が特徴の男。海賊たちを調査し、懸賞金の額を決める任務にあたっている。センゴクやサカズキからの信頼は厚く、重要な会議では議長を任されるなど、卓越した情報処理能力で海軍を内からサポートしている。内政を担当することが多いが、頂上戦争では刀を手に前線に立った。
初登場時は少佐。アーロンパーク崩壊後に会議を開き、ルフィに懸賞金をかけた。頂上戦争終結後、センゴクにインペルダウンの報告を行った。その後の会議では、ルフィが起こした「16点鐘」事件について報告した。
新世界編では、准将の地位にある。ドフラミンゴの七武海脱退や、四皇達の懸賞金額、クロスギルドなどについて発表している。

#### 佐官
クロスギルドによる海兵狩りの懸賞金は大佐が1星（約1億ベリー）、中佐・少佐が100万ベリー。
ベリーグッド
声 - 山本圭一郎
海軍本部大佐。
髪型はアフロで、顎に「MARINE」の文字がある。誕生日は9月10日。
超人系悪魔の実「ベリベリの実」の能力者。体の各部を果実のように丸く取ることができる「ブドウ人間」。分離した体は様々な体型にくっつけ直せる。
エニエス・ロビーへのバスターコールに召集され、ためらいの橋でフランキーと戦った。アニメでは、ゾロにバラバラになった体の各部を吹き飛ばされ、フランキーに頭を船体に撃ち飛ばされて倒された。後に表紙連載『CP9の任務外報告』で、逃亡中のCP9達の討伐に狩り出されたが、返り討ちに遭った。
シュウ
声 - 中尾良平
海軍本部大佐。ぶかぶかの帽子を被り、スカーフで口を隠している。
超人系悪魔の実「サビサビの実」の能力者。触れた金属をサビつかせることができる「サビ人間」。
エニエス・ロビーへのバスターコールに召集され、ためらいの橋でゾロの「雪走」を腐食させて破壊した。アニメではゾロの関節も腐食させようとしたが、ウソップの「火の鳥星」で倒された。
シャリングル

海軍本部大佐。 サングラスをかけている男。
超人系悪魔の実「シャリシャリの実」の能力者。体の各部を車輪にし、高速回転させることで強力な武器にできる「車輪人間」。
エニエス・ロビーへのバスターコールに召集され、ためらいの橋でフランキーを襲った。アニメでは、能力者ではなく剣士になっている。
ゴリラ
声 - 稲田徹
海軍本部大佐。
名前の通りゴリラのような風貌で、語尾に「ウホ」と付ける。誕生日は5月18日。
フランキーが起こした「バルジモアの悪夢」事件の調査を行ったが、フランキーが被っていた燃えるトラの敷物を見て恐怖に駆られ、「バルジモアの燃える霊獣伝説」の元となった。
たしぎ
海軍G-5支部大佐。
コビー
海軍本部大佐。
ラーテル
声 - 小椋毅
海軍本部大佐。イタチのような顔つきの男。
マルコの不在を突いてスフィンクスに現れ、白ひげの財宝について村人を尋問しようとしたが、ウィーブルに撃退された。
ドンキホーテ・ロシナンテ
海軍本部中佐。故人。
ひばり
海軍本部中佐。
ヘルメッポ
海軍本部少佐。
フルボディ
海軍本部少佐。
ジャンゴ
海軍本部少佐。

#### 各部隊

##### フルボディの部隊
フルボディ
海軍本部大尉。
ラインズ
海軍本部一等兵。フルボディの部下。「東の海」出身。誕生日は12月27日。
ギンの脱走を許してしまい、バラティエでフルボディにその報告を行っていたところをギンに撃たれた。

##### ガープの部隊
モンキー・D・ガープ
声 - 中博史
演 - ヴィンセント・リーガン
海軍本部中将。ルフィの祖父で、革命家ドラゴンの父。異名は「ゲンコツのガープ」。「海兵狩り」の懸賞金は3王冠（約30億ベリー）。
「東の海」ゴア王国出身。76歳→78歳。誕生日は5月2日。身長287cm。おうし座。血液型F型。好物はせんべい、カレー。嫌いな食べ物はピーマン。趣味はせんべいパーティー。イメージ動物はセント・バーナード。
かつて海賊王ロジャーと何度も激闘を繰り広げた、「海軍の英雄」と呼ばれる伝説の海兵。掲げる正義は「おれの正義」。ルフィと同じく陽気かつ自由奔放な性格で、クザンをはじめとする数多の部下が彼を慕っている。荒々しい部分があるが指導力は高く、凡庸だったコビーとヘルメッポを短期間で海軍将校にまで育て上げ、過去にはルフィを強い海兵にするため過激なスパルタ教育で鍛え上げ、現在の戦闘能力の基盤を作った。ルフィが海賊になったことには不満だが、活躍に関しては「さすがわしの孫じゃ」と笑いながら喜んでいる。一方、ルフィは修行で何度も死にそうになったことから、あまり良い印象を抱いていない。ドラゴンの革命家としての活動をどう思っているかは不明だが、縁は切れておらず何らかの手段で接触している模様。若者の未来を尊重しており、自分のような年寄りはいざとなったら切り捨ててもいいと考えている。天竜人を「ゴミクズ」と呼ぶほど嫌っており、これが大将の地位を拒んでいる理由の一つである。軍艦の船首は、骨をくわえた犬を象っている。笑い声は「ぶわっはっはっは」。
老齢ながら筋骨隆々の肉体を保っており、素手で砲弾を大砲より速く投げたり、軍艦よりも巨大な鉄球を投げつけたりと、凄まじい腕力を誇る（それでも本人曰く力は衰えているらしい）。サンドバッグの代わりに廃船場で軍艦の装甲を覇気を使わずに殴る「軍艦バッグ」を数十年の日課とし、己の拳を鍛え上げている。「覇王色の覇気」を含めた3種の覇気の使い手。その実力から、幾度も大将への昇格を勧められていたが「自由にやるにはこれ以上の地位は必要ない」との考えから昇格を拒み続けたため、少なくとも38年前の「ゴッドバレー事件」時から階級は変わっていない。
長年同期のセンゴクらと共に海軍を牽引し、幾多の大物海賊たちと渡り合い、海賊からは「悪魔」として恐れられた。特にロジャーとは長年の宿敵関係で、誰よりもロジャーを仕留めることに執念を燃やしていた。38年前、ゴッドバレーでロジャーと共闘し、当時世界最強と呼ばれた「ロックス海賊団」を壊滅させ、世間からは「海軍の英雄」と呼ばれるようになった（ゴッドバレー事件）。30年前には八宝水軍棟梁であったチンジャオと決闘し、彼の錐の頭を凹ませた。24年前には、単身マリンフォードに攻め込んできたシキをセンゴクとの共闘で捕縛し、インペルダウンに投獄した。
かつて処刑寸前のロジャーから、生まれてくる子供（エース）を託され、出産にも立ち会う。生まれたばかりのエースをダダンの元に預け、後にルフィも7歳の頃に彼女に預け、エースと共に修行させた。2人のことは、それぞれの血筋により将来を案じ、海兵にするつもりだった。
初登場は表紙連載『コビメッポ奮闘日記』。モーガンの逃走事件で出会ったコビーとヘルメッポを見込み、自分の部下に引き抜き、海軍本部で鍛えた。エニエス・ロビー崩壊後、ウォーターセブンで海賊となったルフィと再会し、ルフィに父親が革命家ドラゴンであることを告げる。ルフィを見逃すため一時は帰還するが、センゴクに怒鳴られウォーターセブンに引き返し、ルフィ達を本気で沈めにかかったが、取り逃がした。
エースの公開処刑発表後、インペルダウンに赴き、エースと面会。マリンフォード頂上戦争では、海兵としての職務と家族を救いたいという葛藤に悩み、涙を流す。白ひげ海賊団がオリス広場まで攻め込むと、迎撃のため処刑台前に陣取り、不死鳥に変身したマルコを拳で殴り飛ばす。処刑台直前でルフィの前にも立ち塞がるが、ルフィとエースへの情の前に一瞬ためらってしまい、ルフィの一撃を食らって退けられた。エースが赤犬に致命傷を負わされた際には赤犬への強い怒りと殺意を露にし、センゴクに押さえつけられる。その後はセンゴクと共に黒ひげ海賊団と交戦した。
終戦後、フーシャ村を訪れる。ダダンから結果的にエースを見殺しにしてしまったことを糾弾され殴り飛ばされたが、けじめとして一切反撃しなかった。その後、職を下りたが、センゴクと同じく若い海兵の育成のため、肩書きはそのままに軍に残っている。
世界会議編では、リュウグウ王国一行の護衛を担当。エッグヘッド編では、黒ひげに拉致されたコビーの奪還のため、SWORDを始めとした大勢の部下を連れてハチノスに乗り込む。コビーの救出には成功するが、自身はシリュウの不意打ちや敵に回ったクザンとの戦いで負傷し、部下を逃がすために一人ハチノスに残って黒ひげ海賊団に拘束される。
技一覧
拳・骨・隕石（ゲン・コツ・メテオ）
砲弾を投げつける。本物の大砲よりもはるかに速く飛ばせる。
拳・骨・流星群（ゲン・コツ・りゅうせいぐん）
「拳・骨・隕石」の連続版。砲弾1000発を対象物に向け両手でひたすら投げつける。その威力は船1隻を沈めるほど。
拳骨衝突（ギャラクシーインパクト）
覇気を纏った拳を打ち下ろす強力なパンチ。本人は「すっかり衰えた」と納得していなかったが、眼下に蔓延る無数の海賊を衝撃波だけで町ごと撃滅する破壊力を誇る。
拳骨唐竹割（ギャラクシーディバイド）
「武装色の覇気」を纏った拳で対象を真っ二つに砕く。ハチノスの巨大な髑髏の岩や、能力で島と同化したピサロの腕を叩き割った。
海底落下（ブルーホール）
「武装色の覇気」を纏った手で相手の顔面を掴み、地面に叩きつける。
海賊火の玉
敵の火炎攻撃を海賊を盾にすることで防ぎ、そのまま炎上した海賊を周囲に投げつける。
ボガード
声 - 黒田崇矢（68・69話）→竹本英史（314話 - ）
演 - アーマンド・オーキャンプ
ガープの副官の海軍本部将校（階級不明）。
天然なガープをサポートし、非常事態の場合には冷静な判断で部下に指令を出す。複数の拳銃を一瞬でバラバラに切断する程の腕を持つ剣士である。
コビー
声 - 土井美加
演 - モーガン・デイヴィス
アルビダ海賊団航海士兼雑用→海軍第153支部雑用→海軍本部雑用→海軍本部曹長→海軍本部大佐兼機密特殊部隊「SWORD」隊員。ガープの部下。「海兵狩り」の懸賞金は5星（約5億ベリー）。
「東の海」サーツルゾ王国出身。16歳→18歳。誕生日は5月13日（コ→5、ビー→B→13）。身長167cm。おうし座。血液型F型。好きな食べ物はリカが作ったおにぎり、じゃがバター。嫌いな食べ物はブラックコーヒー。好きな季節は春島の秋。趣味は海釣り、トレーニング。イメージ動物はイルカ。イメージ職業は保育士。イメージ花はムラサキツメクサ。
ルフィが海に出て出会った最初の人物。初登場時は弱気で臆病な性格だったが、ルフィの夢のためには死をも恐れない姿勢に感化され、ここ一番での行動力や度胸を発揮するようになっていく。現在でもルフィへの憧れは変わらないが、敵対者として彼を捕らえることに使命感を燃やしている。自分には闘いの才能がないと思っているが、人の何倍もの訓練を毎日実直に続ける努力家である。その姿勢はガープから「海軍の未来」と高く評価されている。登場初期はかなり貧弱な体格だったが、海軍入隊後は背が大きく伸びて逞しくなり、新世界編ではルフィと同じぐらいの背丈になっている。トレードマークである大きな眼鏡は額にかけるようになり、バンダナを巻いている。また額には大きな傷ができている。一人称は「ぼく」。
海軍入隊後はガープの訓練により身体能力が格段に上がり、ウォーターセブン編では六式「剃」を使えるまでの成長ぶりを見せた。頂上戦争編で「見聞色の覇気」が覚醒。新世界編では六式をマスターし、「見聞色の覇気」が異常に発達した状態になっている。また、ガープの日課である「軍艦バッグ」を雑用の頃から続けており、その拳の破壊力はガープに匹敵するものになりつつある。
幼い頃から海軍に入隊することを夢見ていた。しかし釣りに出かけた際、誤ってアルビダ海賊団の船に乗り込んでしまい、海の知識が人一倍あったため雑用係として2年間こき使われていた。アルビダが拠点にしていたゴート島に流れ着いたルフィと出会い、ルフィがアルビダを倒したことで解放される。それからルフィと友達になり、ゾロに興味を持ったルフィをシェルズタウンに案内し、ゾロの救出に協力した。モーガン失脚後、念願の海軍入隊を果たし、ルフィと別れる。以降、海軍将校を目指し、第153支部で雑用として働くことになる。
その後が描かれた表紙連載『コビメッポ奮闘日記』では、ヘルメッポと2人あわせて「コビメッポ」とコンビで呼ばれ、お互いに好敵手にして唯一無二の親友となった。モーガンの逃走事件を経て、ヘルメッポと共にガープに引き取られ、海軍本部で特訓に励んだ結果、曹長にまで昇格。ウォーターセブンでルフィ・ゾロと再会すると、新世界で再会する約束を交わし、「もっと強くなり、いつかルフィを捕まえて海軍大将になってみせる」と宣言した。
マリンフォード頂上戦争では、次々と倒れていく海兵の姿に怯え、一時は敵前逃亡を図ろうとした。何とか勇気を振り絞りルフィに挑むが、一撃で倒される。その後、極限状態の中で「見聞色の覇気」が覚醒。敵味方の声が次々と消えていく中、白ひげが戦死してもなお海軍が必要のない犠牲を増やし続けることに耐えられなくなり、追撃を続ける赤犬の前に立ち塞がる。怒った赤犬に粛清されそうになったが、間一髪シャンクスに救われる。結果的に、このコビーの行動によってルフィは戦場から離脱できた。
新世界編では、大佐の地位にあり、機密特殊部隊「SWORD」にも所属している。世間からは、「ロッキーポート事件」で市民を守った英雄として名が知られている。世界会議編では、マリージョアに向かうドレスローザとプロデンス王国の一行を狙う海賊を討ち取り、そのまま護衛を担当。そこでルフィの友人であるレベッカたちから、ルフィの話に誘われた。世界会議閉幕後は七武海制度撤廃により、ハンコック捕縛のため女ヶ島に向かうも、ハンコックの抵抗や黒ひげの乱入もあり捕縛に失敗。さらに黒ひげに捕らえられた海兵800名と軍艦一隻の身代わりとなることを志願し、黒ひげに拉致される。海賊島ハチノスではモリアの救出を条件にペローナに解放され、助けに来たガープたちによって奪還される。脱出の際、軍艦を沈めるために島と同化したピサロの巨大な腕を、「実直拳骨」で打ち砕いた。
アニメSP『ハンドアイランドの冒険』では原作に先駆け、新世界編の姿で登場。ハンドアイランド基地の司令官ビリッジの査察のため、ヘルメッポと共に派遣され、島の蝋人形職人ジエゴの協力でビリッジの不正を暴き、更迭処分を下した。身体能力はさらに向上しており、拳で巨大な瓦礫を粉砕したりビリッジの小型戦闘機を手刀でバラバラにするほどの進歩を遂げている。
技一覧
実直拳骨（オネスティインパクト）
「武装色の覇気」を纏った拳で放つストレートパンチ。島と同化したピサロの巨大な腕を打ち砕く威力を誇る。
ヘルメッポ
声 - 永野広一
演 - アイダン・スコット
海軍第153支部雑用→海軍本部雑用→海軍本部軍曹→海軍本部少佐兼機密特殊部隊「SWORD」隊員。ガープの部下。元第153支部大佐モーガンの息子。「海兵狩り」の懸賞金は約1億ベリー。
「東の海」シェルズタウン出身。20歳→22歳。誕生日は7月16日（「七光」り「息」子）。身長179cm。かに座。血液型S型。好物は豪華なステーキ、キャビア。嫌いな食べ物は甘いおにぎり。趣味はファッション、食べ歩き。イメージ動物は痩せたリカオン。
初登場時は、親の七光りで支配下の町民に威張り散らし、ゾロを騙した上で死刑執行しようとした冷酷な悪党だった。当初の髪型はキノコカットだったが、改心後はコビー同様に頭身が変わって髪も伸び、細いサングラスをかけるようになっている。また精神的にも成長し、ルフィ達と再会したときは自分が七光りのバカ息子だったと認めている。ウォーターセブン編以降は、二振りのククリ刀の使い手となっている。笑い声は「ひぇっひぇっひぇっ」。
父モーガンの任地である「東の海」のシェルズタウンで、親の権力を利用して住民を怯えさせていた。自身が放し飼いにしていた狼を斬りつけた（アニメでは椅子をぶつけた）ゾロを捕らえて磔にして暴行を加え、一ヶ月そのまま耐え抜いたら釈放すると約束したが、最初から約束を守る気はなく、数日後にゾロを公開処刑しようとしていた。それを知ったルフィによってゾロを解放され、モーガン共々倒された。
モーガンの失脚後、コビーと共に雑用係となる。表紙連載『コビメッポ奮闘日記』では、護送船から脱走したモーガンの人質になるが、父親を超える決心を本人に言い放ち、自力で逃亡した。以後、コビーと共にガープの下で特訓することとなる。ウォーターセブン編では、軍曹として再登場。頂上戦争にもコビーと共に参戦した。
新世界編では、少佐の地位にある。また、コビーと同じく「SWORD」にも所属している。世界会議編では、ルルシア王国のコマネ王女を誘拐した海賊を、コビーと共に討ち取った。七武海制度撤廃後、ハンコック捕縛に向かうも彼女の能力で石化される。エッグヘッド編では、ガープに同行して「ハチノス」に乗り込み、コビーを救出する。

##### スモーカーの部隊
スモーカー
声 - 松尾銀三（48話 - 79話）→大場真人（94話 - ）
演 - カラム・カー、マシュー・リーク（若い頃）
海軍本部大佐→海軍本部准将→海軍G-5支部中将。G-5基地長。異名は「白猟のスモーカー」。
「偉大なる航路」出身。34歳→36歳。誕生日は3月14日（ホワイトデー）。身長209cm。うお座。血液型XF型。好物はスモークチキン。趣味は陶芸・カジノ。
地肌に直接ジャケットを着ている白髪の男。葉巻を常に2本同時に吸っているヘビースモーカーで、ジャケットには大量の葉巻が常備されている。新世界編では海軍コートを羽織りサングラスをかけ、顔の右側に傷ができている。海軍の正義を絶対視せず己の信念に基づき行動するため、組織の論理に従わないことが多々ある。上層部からは「野犬」として厄介者扱いされており、過去に何度もクビになりかけているが、その度に同期のヒナに救われている。容姿・言動は荒々しいが部下思いであり、加えて一般人には比較的穏やかに接する。「海賊はどこまでいこうと海賊」と位置づけており、藤虎同様に七武海制度には否定的である。ただし海賊相手でも筋は通す。たしぎを始めとする部下からの信頼は厚く、G-5の部下からは「スモやん」「スモさん」と呼ばれている。敵であるルフィからも好感を抱かれており「ケムリン」という愛称で呼ばれている。耳と記憶力が良く、アラバスタ編では牢の鍵を食べたバナナワニを、鳴き声を根拠に見抜いてみせた。
自然系悪魔の実「モクモクの実」の能力者。体を煙に変化させることができる。体の一部を煙にすることで遠距離の敵に攻撃したり、一度に大人数を捕縛したり、空中を移動をしたりすることが可能。全身を煙と化して拡散した場合、攻撃を受ける的が増えてしまうことが弱点。武器は先端に「海楼石」を仕込んだ大型の十手「七尺十手」。新世界編では「武装色の覇気」を身につけており、腕や十手を硬化させることができるようになっている。また、煙を動力源とする水陸両用三輪バイク「ビローアバイク」を持つ。
少年期に海賊王ロジャーの処刑を目の当たりにし、その堂々たる最期に感銘を受けた過去がある。初登場時は「東の海」のローグタウン派出所勤務（海軍本部の管轄）で、階級は大佐。就任以来、町から海賊を逃がしたことは一度もなかった。バギー・アルビダ一味を一網打尽にし、ルフィも取り押さえたが、ドラゴンの妨害と突風により逃げられる。死刑の間際にルフィがロジャーのように笑みを浮かべたこと、ドラゴンがルーキーのルフィを助けたこと、その疑問に決着をつけるため、独断で「偉大なる航路」に入る。
「偉大なる航路」では、サンジとクロコダイルの通話を傍受して一味の情報を掴み、アラバスタに入国する。港町ナノハナでルフィと遭遇するが、偶然居合わせたポートガス・D・エースの介入で捕縛に失敗する。レインベースで再びルフィと遭遇するが、ルフィ達と共にレインディナーズの牢に入れられてしまう。脱出の際、溺れそうになったところを船長命令を受けたゾロによって救われたため、この場では彼らを見逃した。その後、たしぎに部隊を任せ外海に出ると、ヒナの部隊を借りB・Wの人工降雨船を拿捕した。アラバスタの動乱終結後、七武海が海賊によって落とされたという事実のもみ消しを図る政府から「クロコダイル討伐」の手柄を与えられ、昇格と勲章の授与が言い渡されるが、怒りを露にしこれを拒否した。大佐のまま我を通すことに限界を感じており、エニエス・ロビー編後の再登場時には、准将に昇進していた。
マリンフォード頂上戦争では、処刑台を目指すルフィの前に立ち塞がるが、ハンコックの乱入により十手を折られ、またしても取り逃がしてしまう。終戦後、自らクザンに頼み新世界のG-5支部へ異動した。
新世界編では、中将の地位にある。パンクハザード編では、新世界に進出した麦わらの一味の情報を掴み、パンクハザードに上陸。そこでローと対峙するも、心臓を奪われて敗北を喫し、たしぎと精神を入れ替えられてしまう。その後、島の調査に乗り出すが、シーザーに捕えられ、ルフィやローらと共に檻に入れられる。そこへG-5基地長のヴェルゴが現れ、パンクハザード近海で多発していた子供の誘拐事件の真相とヴェルゴの正体を知る。脱出後、長年海軍を騙し続け部下を蔑ろにしたヴェルゴに落とし前をつけるべく、「SAD」製造室でヴェルゴと対峙。自分が囮となりローの心臓を奪い返すことでローへの借りを返し、ヴェルゴ撃破に協力した。ルフィたちがパンクハザードを出港した後、口封じを図ったドフラミンゴに襲撃され殺されかけたが、クザンに助けられた。ドレスローザ編では療養中で、藤虎の土下座に強く感心していた。全快すると、ヴェルゴに代わりG-5基地長に就任した。
劇場版『STAMPEDE』では、海賊万博主催者のブエナ・フェスタを捕らえるため、たしぎと共に海賊に変装して万博に潜入。フェスタのアジトでは鉢合わせた麦わらの一味と交戦したが、その後のダグラス・バレットとの戦いでは、不本意ながらルフィたちに加勢した。ルフィがバレットを倒すと、指揮を執る黄猿にバスターコールの中止を要求した。
技一覧
ホワイト・アウト
両手を煙に変え、敵を捕まえる。一度に大量の目標を捉えることができる。
ホワイト・ブロー
腕を煙に変え、相手を殴りつける。見た目はロケットパンチに近い。
ホワイトスネーク
腕全体を蛇型の煙に変え、相手を捕らえる。
白蔓（ホワイト・バイン）
体全体をつる状の煙に変え、一気に上空まで上昇する。
ホワイトランチャー
体を煙に変え、敵に急接近する。
ホワイト・スパーク
アニメオリジナル。体を煙に変え、正面に向かって突撃する。

たしぎ
声 - 野田順子
演 - ジュリア・レーヴァルト
海軍本部曹長→海軍本部少尉→海軍G-5支部大佐。スモーカーの部下。
「東の海」出身。21歳→23歳。誕生日は10月6日（トロい→10・6）。身長170cm。てんびん座。血液型S型。好物はホットコーヒー。趣味は刀の本の読書・切り絵。
ゾロの亡き幼馴染・くいなと瓜二つの女剣士。当初は視力が悪く眼鏡をかけていたが、新世界編では回復したのか額にかけている。当初の髪型はショートヘアで、新世界編ではロングヘアを束ねている。また新世界編ではピンク色の海軍コートを着用している。刀を愛しており、名刀に関するメモを持ち歩いている。剣を使って金を稼ぐ者を「悪」とみなし、海賊だけでなく賞金稼ぎのことも嫌っている。夢は、世界中の悪党たちの手に渡った名刀を集めてまわること。生真面目な性格だが、トロくておっちょこちょいなところが玉に瑕。部下や海賊相手でも敬語で話すが、怒ると多少言葉が強くなる。くいなと同様、自分が女である事に引け目を感じている節がある。くいなと顔だけでなく考え方も似ているため、ゾロからは苦手意識を持たれている。当初はゾロに対し敵意を剥き出しにしていたが、パンクハザードでの共闘を経て態度がやや軟化している。G-5の部下からは「大佐ちゃん」と呼ばれ、アイドル扱いされている。
愛刀は業物「時雨」。新世界編では「武装色の覇気」や六式「剃」を身につけ、剣術も砲弾を剣先で受け流すほどに成長している。
初登場時はローグタウン勤務で、階級は曹長。イエス海賊団の残党を撃退した際にゾロと遭遇し、後に武器屋で再会。その後ゾロの正体を知り勝負を挑むも敗北。さらにゾロが止めを刺さなかったことに屈辱を感じ、彼を追うため「偉大なる航路」へ入る。
アラバスタでは、レインベースでスモーカーから部隊の指揮を任され、首都アルバーナに入る。国王コブラを拘束するミス・オールサンデーと接触するが、全く歯が立たず敗れる。その後ルフィと遭遇しクロコダイルの居場所を伝えると、宮前広場への砲撃を阻止するため、麦わらの一味に協力した。反乱終結後、一味を捕らえられる状況でありながらわざと見逃す形となり、海賊に手を貸すことしかできなかった自分の弱さに悔し涙を流した。エニエス・ロビー編の後の再登場時には、少尉に昇進していた。マリンフォード頂上戦争では、ルフィと交戦した。終戦後、スモーカーと共にG-5支部に異動する。
新世界編では大佐の地位にある。パンクハザードにてローに挑むが返り討ちにされ、スモーカーと精神を一時入れ替えられた。シーザーの研究所から脱出を図る最中、本性を現したヴェルゴに襲われるがサンジが加勢したことで免れる。ビスケットルームではモネと交戦し、ゾロの援護を受け撃破。脱出後、シーザーに誘拐されていた子供たちをナミから託され、子供たちを連れ一足先にパンクハザードを出港した。
ドレスローザ編では藤虎が起こした行動に対し、アラバスタでの悔しさを思い出しながら涙ながらに感謝していた。エッグヘッド編では、G-14支部に滞在した後、ガープらと共にコビーの救出任務に参加する。
名前の由来は鳥のタシギ。
技一覧
斬時雨（きりしぐれ）
「武装色の覇気」を纏った斬撃。
マシカク
声 - 高塚正也→園部啓一
海軍本部軍曹。スモーカーの部下。「東の海」出身。誕生日は12月26日。
たしぎと共に行動しサポートする。主に情報の管理や報告を行っている。

##### 黒檻部隊
黒檻のヒナ率いる部隊。サンディ島周辺海域を担当している。海賊船を四方から囲み、巨大な鉄の槍を打ち込む海戦戦法「黒ヤリの陣」を得意とする。
ヒナ
声 - 中友子
海軍本部大佐→海軍本部少将。異名は「黒檻のヒナ」。
「西の海」出身。32歳→34歳。誕生日は3月3日（ひな祭り）。身長181cm。うお座。血液型F型。好物はケバブ、シャンパン。趣味は乗馬・クラブ。
緩みのない雰囲気を持つ美女。口癖は「ヒナ○○」で、○○の中は二字熟語が入る。同期のスモーカーとは腐れ縁の長い付き合いで、彼が海軍をクビになる危機を弁明して救ったことが何度もあり、彼に振り回されているたしぎに同情している。部下のフルボディとジャンゴから好意を寄せられているが、度々受けるアプローチは完全に無視している。若い海兵があまり知らない「ロックス」にも詳しい。ガープを「ガープ君」と呼ぶ。
超人系悪魔の実「オリオリの実」の能力者。体が相手に触れると、その部分が鉄の錠に変化し、相手を捕縛することができる。
初登場は表紙連載『ジャンゴのダンス天国』。バロックワークス壊滅後、アラバスタから出港した麦わらの一味を「黒ヤリの陣」で追い込んだが、Mr.2の偽装作戦に翻弄され、一味を取り逃がした。表紙連載『ミスG･Wの作戦名"ミーツバロック"』ではB・W残党を追い、キューカ島でMr.2とMr.3を逮捕した。頂上戦争では、ルフィを捕らえようとするが失敗した。
新世界編では、少将の地位にある。「世界会議」の際は、マリージョアへ向かうネフェルタリ王家の護衛を務めた。
技一覧
袷羽檻（あわせばおり）
両手の檻を広範囲に伸ばし、敵を複数捕まえる。
マッコー
海軍本部少尉。
右額に傷がある、坊主頭の男。アニメでは登場しない。
シャイン
声 - 田中大文
海軍本部軍曹。
アラバスタの港で、フルボディとジャンゴが敵船を落として来たことを確認した。サンドラ河でメリー号を見失ってしまい、ヒナに探し出すよう指令を受けた。
フルボディ
声 - 石川英郎
演 - ジャン・アンリ
海軍本部大尉→海軍本部三等兵→海軍本部少佐。異名は「鉄拳のフルボディ」（初登場時）→「両鉄拳のフルボディ」（アラバスタ編以降）。
「北の海」出身。26歳→28歳。誕生日は9月7日。身長184cm。おとめ座。血液型F型。好物は赤ワイン（イテュルツブルガー・シュタイン）。
ナックルダスターがトレードマーク（初期は右手のみ。後に両手に装着）。右頬に傷がある。初登場時は陰険で傲慢な態度が目立っていた。ジャンゴとは親友で互いに「兄弟（ブラザー）」と呼び合い、彼と共にヒナに好意を抱いている。ジャンゴと同様ダンスが趣味。
バラティエ編での初登場時は大尉。「偉大なる航路」から敗走したクリーク海賊団を襲撃し、ギンを捕らえた。バラティエを訪れ、サンジに因縁をつけたが、悶着の末に惨敗し店を追い出された。
表紙連載『ジャンゴのダンス天国』で再登場。ミラーボール島のダンス大会決勝戦を通じて、当時海賊だったジャンゴと意気投合し、島を襲ったチューリップ海賊団を2人で撃退する。立場上ジャンゴを逮捕するが、彼の処刑にダンスで異議申し立てを行い、ノリで判決を覆してジャンゴを無罪にさせた。しかし、代償に三等兵に降格。以後はジャンゴと共に、ヒナの部下となった。
アラバスタ編で再登場。ジャンゴと共に「黒ヤリの陣」の一船を任されたが、ウソップに船を沈められ突破を許してしまった。頂上戦争にも参戦した。
新世界編では、少佐の地位にある。
名前の由来は、濃いワインを指す「フルボディ」。
ジャンゴ
声 - 矢尾一樹、高木渉（劇場版『ジャンゴのダンスカーニバル』、1121話）
クロネコ海賊団2代目船長→海軍本部三等兵→海軍本部少佐。異名は「1・2のジャンゴ」（初登場時）→「寝返りのジャンゴ」（アラバスタ編以降）。元懸賞金900万ベリー。
「東の海」出身。27歳→29歳。誕生日は12月28日（1・2・ジ(2)ャ(8)ンゴ）。身長207cm。やぎ座。血液型S型。好物はキノコのスパゲティ。
腕が高い催眠術師で、暗示をかけることで味方の能力を最大限に引き出したり、一時的に傷や疲労を回復させたりすることができる。一方で、自分も催眠術にかかってしまったり、分かりやすい嘘にもすぐに騙されるなど抜けたところも多い。催眠術の振り子代わりに使うチャクラムが武器であり、多数の木を一瞬で切り倒すほどの手練れ。ムーンウォークで歩く癖があり、ハート型のサングラスをかけている（サングラスの下の目もハート型）。海賊になる前はダンサー志望で、貧乏生活の中で顎の下に生えたシマシマのキノコを食べたことを機に、催眠術が使えるようになった。
シロップ村編での初登場時は、クロネコ海賊団船長。かつては副船長で、クロの下船から3年間船長を務めていた。カヤ暗殺計画のためシロップ村に攻め入ろうとしたが、ウソップに倒された。
その後が描かれた表紙連載『ジャンゴのダンス天国』では、シロップ村を脱出して流れ着いたミラーボール島のダンス大会で優勝し、フルボディとダンスを通じて親友となる。フルボディが海兵だと知り、チューリップ海賊団の襲撃に乗じて一度は島から逃走するも、フルボディのピンチに駆けつけ共闘。正体を明かしたことで逮捕され、縛り首となるところだったが、フルボディのおかげで処刑を免れる。フルボディとの別れ際にこの友情を忘れようとお互いに催眠をかけようとしたが、偶然通り過ぎたヒナに2人揃って一目惚れし、海軍に入隊。その後、海軍本部三等兵となり、フルボディと共にヒナの部下となった。
アラバスタ編で再登場。頂上戦争では、ルフィが発した覇王色の覇気によって気絶した。
新世界編では、少佐の地位にある。

##### 科学部隊
戦桃丸（せんとうまる）
声 - 伊倉一恵
海軍本部科学部隊隊長。Dr.ベガパンクのボディガードで、黄猿の部下。「海兵狩り」の懸賞金は約5億ベリー。
「偉大なる航路」金時山出身。32歳→34歳。誕生日は3月10日。身長279cm。うお座。血液型F型。好物はおにぎりと焼き芋。嫌いな食べ物はくま鍋。イメージ動物は虎。
金太郎のような腹掛けを着用し、巨大な鉞をかついだ男。「世界一ガードが堅い男」「世界一口の固い男」を自称しているが、うっかりいろいろな情報を喋ってしまう。くま・ボニー親子がベガパンクのもとで手術を受けていた時期は、彼らと親しい間柄にあった。一人称は「わい」。黄猿のことは「オジキ」、七武海のくまは「クマ公」、ベガパンクは「パンク野郎」と呼んでいる。
高レベルの「武装色の覇気」の使い手で、相手に触れることなく弾き飛ばす技術を持っている。
幼い頃、あまりに乱暴であったため山に捨てられ腹を空かせていたが、熊たちを相撲でなぎ倒し、山のボスとして君臨していた。ある時、山の調査に訪れたベガパンクにその強さを見込まれ、彼にボディガードとして雇われた。
シャボンディ諸島にてパシフィスタを引き連れて現れ、黄猿と共に麦わらの一味を追い詰めた。マリンフォード頂上戦争では、20体以上のパシフィスタを率いて参戦したが、一部はルフィに味方したハンコックに破壊された。
終戦後の2年間で、正式に海兵に就任。麦わらの一味復活の報に真っ先に駆けつけ、ニセ麦わらの一味船長のデマロ・ブラックを一撃で倒す。本物のルフィ達の捕縛には失敗したが、ニセ麦わらの一味に加入していた海賊達の大部分を捕らえた。
エッグヘッド編では、エッグヘッド島を襲ったCP-0にセラフィムで対抗するが、ルッチに重傷を負わされる。手当てを受けて目を覚ますと、ベガパンクを島から脱出させるため、ルフィ達に協力する。黄猿が島に上陸すると、ベガパンクを守るために応戦したが敗北した。一件の後、小舟でエッグヘッドを去って行った。
技一覧
足空独行（アシガラドッコイ）
「武装色の覇気」を纏わせた強力な突っ張りを放つ。2年前のルフィに対して使用した際は、ゴムの体による守りを貫き、立つことすらままならなくなるほどのダメージを与えた。
パシフィスタ
声 - 堀秀行
Dr.ベガパンクの改造手術により生み出された「人間兵器」。
身体はバーソロミュー・くまの姿を再現しており、鋼鉄以上の硬度を持つ。黄猿の「ピカピカの実」の能力を再現した、金属をも溶かすレーザーを口と掌から発射でき、戦闘能力は億クラスの賞金首にも引けをとらない。目にはレーダーがあり、賞金首の名前と賞金額を識別することが可能。元々は人間がベースのサイボーグで、1体造る費用は軍艦1隻分に相当するという。機体には「PX-○」の製造ナンバーが刻印されている。命令を聞く威権順位が設定されており、上から五老星、ベガパンク（「猫」も含む）、戦桃丸、威権チップ所有者（CP-0など）、となっている。なお、くまの姿を持つパシフィスタが愛娘を手にかけることがないよう、全ての機体が一切の威権順位を超越してボニーを守るようにプログラムされている。
マリンフォード頂上戦争では、プロトタイプ20体以上が投入され、白ひげ海賊団側に猛威を振るった。
名前は「平和主義者（Pacifista）」を意味し、モデルとなったくまが自分を「気弱な平和主義者」と称したのを気に入ったベガパンクによって名付けられた。
PX-1
PX-4が倒された直後、戦桃丸と共に現れたパシフィスタ。麦わらの一味を追い詰めるが、くまによってどこかに飛ばされた。
PX-4
シャボンディ諸島にて、最初に麦わらの一味と交戦したパシフィスタ。一味を苦戦させるが、全員の共闘により破壊された。
PX-5、PX-7
試作品（プロトタイプ）のパシフィスタ。2年前に麦わらの一味を追いつめたものと同じ強さ。ニセ麦わらの一味が集めた海賊達を圧倒するが、PX-5はルフィに、PX-7はゾロとサンジに、どちらも一撃で破壊された。
セラフィム
新世界編で登場した新型のパシフィスタ。
パシフィスタマークIII（スリー）
サングラスをかけており、コート状のスーツを着用している。試作品を遥かに凌ぐ強さを持つ。手にはベガパンク開発の砲弾をも防ぐ最強の盾「バブルシールド」を搭載している。エッグヘッドには50体が存在する。
エッグヘッド編では、戦桃丸の命令でDr.ベガパンクと麦わらの一味を脱出させる為に出動する。その後、エッグヘッドに出現したサターン聖の命令によって海軍側に寝返るが、五老星を凌ぐ最上位の威権所持者であるボニーの命令を受け、一斉に彼女の味方についた。
PX-Z（白くま）

##### 巨人部隊
巨人族で構成された部隊。マリンフォード頂上戦争には、女性1人を含む海軍将校8人が参加している。
ラクロワ
声 - 吉水孝宏
海軍本部中将。武器はサーベル。誕生日は6月8日。
頂上戦争では、リトルオーズJr.を倒しに向かうが、返り討ちにされた。
ロンズ
声 - 高塚正也
海軍本部中将。開口部がT字型の鉄仮面を被っている。武器は斧。誕生日は6月2日。
リトルオーズJr.が倒された際、白ひげの隙を狙い急襲したが、彼の能力の前に一撃で敗北した。

##### SWORD
ドレークが隊長を務める機密特殊部隊。隊員は全員マリン・コードを返上しており、上層部の許可を必要とせず自由に動ける、遊撃隊のような存在。代わりに海軍側は彼らの行動に一切責任を持たず、いつでも見捨てることができる。
X・ドレーク
海軍本部機密特殊部隊「SWORD」隊長。元海軍本部少将。ドレーク海賊団船長。
プリンス・グルス
声 - 日野聡
海軍本部少将兼機密特殊部隊「SWORD」隊員。異名は「王子」。「海兵狩り」の懸賞金は約5億ベリー。
「西の海」出身。29歳。誕生日は10月20日。身長は205cm。てんびん座。血液型X型。好物はポテトチップス。趣味はソロキャン、ダンス。
鍔の長い帽子を被った、前髪で目が隠れている男。ガープに「海軍の未来」と評されたコビーに対抗意識を燃やしている。大富豪の家の生まれで、気品に満ちた振る舞いから「王子」と呼ばれるようになった。ドレークより後輩だが、彼とは同期のような関係性にある。
超人系悪魔の実「グニョグニョの実」の能力者。体から粘土を生み出すことができる「粘土人間」。粘土で作った兵士「泥人形（ゴーレム）」を無数に生み出して戦う他、粘土で防御をしたり、落下の衝撃を抑えたりと幅広い使い方をすることができる。
表紙連載『〝ギャング〟ベッジのオーマイファミリー』で初登場。ドレスローザでベッジを捜索し、ファイアタンク海賊団と交戦した。エッグヘッド編では、コビー救出任務に参加する。
技一覧
泥人形（ゴーレム）
グルスの能力で生み出した、屈強な海兵の姿をした兵士。銃撃は効かず、首を切り落とされても再生することが可能。
入道粘土（にゅうどうグニョ）
粘土で巨大なクッションを作り出し、落下の衝撃を抑える。
粘土の巣（グニョのす）
粘土で蜘蛛の巣状の網を作り出し、飛んで来る瓦礫を受け止める。
孔雀（くじゃく）
声 - 井上麻里奈
海軍本部少将兼機密特殊部隊「SWORD」隊員。つるの孫。「海兵狩り」の懸賞金は約5億ベリー。
「北の海」出身。26歳。誕生日は9月18日。身長は180cm。おとめ座。血液型X型。好物はジュースと洋菓子。趣味は調教、おかし作り。
「M」と書かれたハットを被った女性。ピンクを基調とした迷彩柄のボディコン服を着ている。ドレークより後輩だが、彼とは同期のような関係性にある。武器は鋼の仕込まれた鞭「兵闘鞭（ベイトウベン）」で、石などを真っ二つにするほどの切れ味を誇る。
超人系悪魔の実「ムチムチの実」の能力者。あらゆる物を鞭で調教し操ることができる「調教人間」。建物を動かして敵を包囲するなどの用途がある。
エッグヘッド編では、コビーの救出任務に参加する。
コビー
海軍本部大佐兼機密特殊部隊「SWORD」隊員。
ひばり
声 - 三上枝織
海軍本部中佐兼機密特殊部隊「SWORD」隊員。「海兵狩り」の懸賞金は約2億ベリー。
「北の海」出身。17歳。誕生日は1月18日。身長は165cm。やぎ座。血液型F型。好物は蜂蜜。趣味は写真、ポーチ集め。
ヘッドフォンを装着した金髪碧眼の少女。ポニーテールの髪型で、訛りの強い口調で話す。一人称は「ウチ」。コビーを強く慕っており、「コピー先輩」と名付けたくまのぬいぐるみを、お守りとして持ち歩いている。
戦闘では遠距離狙撃用の銃と、Dr.ベガパンクが開発した火薬に花が咲く弾「GPフラワー」を用いて戦う。
エッグヘッド編では、コビーの救出任務に参加し、クザンに凍結されるも一命は取り留めた。
技一覧
お花弾（おはなだま）
狙撃用の銃で敵の銃火器にGPフラワーを撃ち込み、無力化する。
ヘルメッポ
海軍本部少佐兼機密特殊部隊「SWORD」隊員。

#### SSG
海軍の特殊科学班（Special Science Group）。藤虎は、撤廃された七武海に代わる新たな戦力として期待している。
Dr.ベガパンク
声 - 安原義人（第610話）→多田野曜平（第1096話 - ）
海軍特殊科学班班長。元「MADS」所長。「世界最大の頭脳を持つ男」と呼ばれる天才科学者。
「偉大なる航路」未来国バルジモア出身。65歳。誕生日は8月9日。身長314cm。しし座。血液型S型。好物はりんごパイ、コーヒー、マカロニスパゲティ。
長い舌を突き出した老人。頭には「パンクレコーズ」に繋がるリンゴ型のアンテナが刺さっている。語尾に「クエーサー」とつく口調が特徴。笑い声は「ぺぺぺぺぺぺ」。ルフィからは「リンゴのおっさん」「パンクのおっさん」と呼ばれている。
軍艦の船底に海楼石を敷き詰めて海王類に気付かれずに航海する技術や、悪魔の実の能力の伝達条件の解明、無生物に悪魔の実を食べさせる新技術の開発、「血統因子」の発見、サイボーグ技術の研究と人間兵器「パシフィスタ」製造、人工生物「竜（ドラゴン）」創造など、数々の功績を挙げている。「MADS」所属時代に火薬に咲く花「GPフラワー」の開発によってイベル平和賞を受賞し、五老星に謁見したこともある。常に新たな開発に取り組んでいるが、天才すぎるが故に時間が足りないため、2年前から感覚を共有した6体の分身「猫（サテライト）」に自らの生命と活動を分散させており、本人は「本体（ステラ）」と呼ばれる。彼の科学技術は、これから人類が500年かけて到達する域にいると言われている。科学の発展のためには禁忌に触れることも厭わず、いずれは自分の膨大な知識を全人類に共有させる、世界中に無償でエネルギーを行き渡らせ戦争の火種を消すという夢を抱いている。また、科学のみならず医学にも長ける。ドラゴンとは古くからの友人で、現在でも交流が続いている。現在は、エッグヘッド島にある研究所に居住している。
超人系悪魔の実「ノミノミの実」の能力者。あらゆる知識を際限なく記憶できる「脳ミソ人間」。記憶の容量に比例して脳ミソは肥大し、一時は巨人族の身長にも匹敵するほどの大きさになったが、現在は頭部を切除してリンゴ型のアンテナを取り付け、「パンクレコーズ」に保管した脳ミソと念波で繋がっている。「猫」はこの脳ミソに一日一回接続する事で、体験と記憶を共有している。
少年時代は、発明を実現させる技術と資金がないため、周囲を楽にさせられないことに苦悩していたという。世界政府に属する以前、無法な研究チーム「MADS」に所属し兵器の研究をしていた。その時期に生命の設計図といえる「血統因子」を発見するが、研究を危険視した世界政府に逮捕され、チームは政府に買収された。パンクハザード島の研究所で実験を行っていた頃は、非道な性格の同僚シーザー・クラウンと常に対立していた。4年前にシーザーの起こした化学兵器暴発事故では、責任者として名を挙げられてしまっている。かつて海軍が捕らえたカイドウの血統因子から人造悪魔の実を作るも、成分を完全再現できなかったために失敗作と見なし、政府には渡さずパンクハザードの研究所に保管していた。
22年前のオハラへのバスターコールの数ヶ月後、面識があったクローバー博士に花を手向ける為にオハラを訪れる。そこで学者たちが湖に遺した大量の文献を発見し、巨人族たちが回収したそれらを内密にエルバフに赴いて全て記憶し、秘密裏にオハラの空白の100年の研究を引き継いでいた。パンクハザードからエッグヘッドに研究所を移した頃に、青玉鱗の治療法を探すくまと知り合い、クローン兵への協力を条件にボニーの治療を引き受けた。
エッグヘッド編では、空白の100年に深入りしすぎたことが世界政府に露呈したことで、抹殺の対象となる。島に流れ着いた麦わらの一味に「猫」6体と共にエッグヘッドから連れ出してくれと頼むが、脱出の準備中ヨークの裏切りに遭い、旧「悪魔の実」研究室に幽閉される。ルフィ達の活躍で解放され、脱出へと動くが、サターン聖の爪で腹を貫かれ、さらに黄猿の攻撃が致命傷となり死亡。しかし己の死を引鉄として、「空白の100年」について語った映像を全世界へ配信する。その中で「この世界は海に沈む」と警告し、Dの名を持つ者たちへの伝言を残した。
正（シャカ）
声 - 阪口周平
「猫」の一人。PUNK-01。
「偉大なる航路」エッグヘッド出身。外見年齢30歳（実年齢2歳）。誕生日は3月22日。身長220cm。おひつじ座。血液型S型。好物は乳粥。
冷静沈着な性格をした「猫」のリーダー格。フルフェイスのマスクを被り、ロングコートを身に纏っている。その見た目からルフィやナミからは「ヘルメット」と呼ばれる。
エッグヘッド編の1週間前にステラやピタゴラスと共にヨークへの対抗策を講じる。エッグヘッド編では、流れ着いた麦わらの一味に興味を抱き、研究所内を案内する。ベガパンクの失踪後、旧「悪魔の実」研究室でステラを発見するも、ヨークに銃撃された。
悪（リリス）
声 - 平野綾
「猫」の一人。PUNK-02。
「偉大なる航路」エッグヘッド出身。外見年齢24歳（実年齢2歳）。誕生日は3月22日。身長204cm。おひつじ座。血液型S型。好物は悪魔風チキンステーキ。
前髪で右目が隠れた女性。ボディスーツの上からジャケットを羽織っている。一人称は「わし」で、老人のような口調で喋る。あくどい行為に躊躇いがないが、油断しやすい性格。武器は大型銃「バブルガン」。
エッグヘッドに流れ着いた麦わらの一味から略奪を試みるが、シャカに実力の差を指摘され、仕方なくナミ達を研究所へ案内する。セラフィム達が裏切るとS-スネークに立ち向かうも、石化させられた。復活後はベガフォース01を黄猿に破壊されながらも、サニー号を運びナミ達と合流する。そこでアトラスに殴られて意識を失い、ヨークに悟られることなく生きてエッグヘッドを出航した。
エルバフに到着すると、ステラをクローン再生させるための研究施設作成に取り掛かる。
想（エジソン）
声 - 白石涼子
「猫」の一人。PUNK-03。
「偉大なる航路」エッグヘッド出身。外見年齢18歳（実年齢2歳）。誕生日は3月22日。身長100cm。おひつじ座。血液型S型。好物はパイとコーヒー（ただし、基本食事は「欲」任せ）。
耳の付いたラグビーボール状の頭部を持つ小型のロボット。閃いたアイデアを元に発明や実験を行っている。関西弁のような口調で話す。一人称は「ワイ」。助手ネコのジョシュを連れている。
裏切ったS-シャークに半壊させられるも一命は取り留め、アトラス達と協力してフロンティアドームのシステムを解除する。サニー号の準備が完了すると、身を挺して島雲を拡大させ、一味の出航を手助けした。エッグヘッドに残った「猫」の中では唯一生存しており、島雲でパンクレコーズを浮上させて空へ飛び立ち、自身は他の「猫」達のパーツと合体してパンクレコーズの管理者となった。
知（ピタゴラス）
声 - 川島得愛
「猫」の一人。PUNK-04。
「偉大なる航路」エッグヘッド出身。外見年齢26歳（実年齢2歳）。誕生日は3月22日。身長341cm。おひつじ座。血液型S型。好物は野菜ジュース（ただし、基本食事は「欲」任せ）。
頭にゼンマイが刺さった大型のロボット。頭部はさらに小型のロボットに分離する。データの分析や処理を担っている。丁寧な口調で話す。
エッグヘッド編の1週間前に裏切り者の正体がヨークであることを突き止める。エッグヘッド編では、ステラを探す中、何者かに襲撃される。以降は頭部のみで活動していたが、S-スネークに踏み潰された。
モデルは『がんばれ!!ロボコン』に登場するロボット、ロボコン。
暴（アトラス）
声 - 本渡楓
「猫」の一人。PUNK-05。
「偉大なる航路」エッグヘッド出身。外見年齢16歳（実年齢2歳）。誕生日は3月22日。身長729cm。おひつじ座。血液型S型。好物はカレーライス。
ツートンカラーの髪と獣耳と尻尾が特徴の少女。カイドウ並みの巨体で、一人称は「おれ」。感情が昂りやすく、怒るとすぐに手が出る。エッグヘッドでは「暴れるのが仕事」だという。ホログラムも攻撃できる「光圧グローブ」を装備している。
工場層に辿り着いたルフィ達を案内する。CP-0が島に現れると彼らに襲い掛かるが、ルッチの「六王銃」で返り討ちにされた。頭部を破損したものの、付け替えパーツによって復活した。海軍が上陸すると、サンジたちと共にボニーの救出に向かう。サニー号に戻るとリリスを殴り倒して彼女の生存を隠し、さらに自らを犠牲にしてナス寿郎聖を食い止めることで、麦わらの一味を出航させた。
技一覧
ウルトラマイティパー…
拳を回転させてから放つパンチ。技名を言い終わる前にルッチに倒されたため、全容は不明。
欲（ヨーク）
声 - 田村睦心
「猫」の一人。PUNK-06。
「偉大なる航路」エッグヘッド出身。外見年齢16歳（実年齢2歳）。誕生日は3月22日。身長482cm。おひつじ座。血液型S型。好物はハンバーガー。
そばかす顔の女性。他のベガパンク達の代わりに食欲・排泄欲・睡眠欲といった生理的欲求を満たす役割を担っており、一連の活動はまとめて「KDN（クーダスネール）」と呼ばれている。身体は食事によって大きくなるが、排泄・睡眠を経て元に戻る。一人称は「あたい」。
政府と内通し、エッグヘッドを混乱に陥れた張本人。天竜人になることと、自分以外のベガパンクの抹殺を目論み、セラフィム4体を率いてステラを裏切る。ステラを旧「悪魔の実」研究室に監禁し、疑いの目を逸らすため、S-スネークに自分を石化させる。石化を解くと、ステラを発見したシャカを殺害してステラに迫るも、麦わらの一味に捕まってしまい、五老星に助けを求める。五老星の到着後は彼らの協力者として暗躍し、一件の後、新たに五老星「科学防衛武神」に就任したガーリング聖の直属の部下となった。

セラフィム
Dr.ベガパンクが2年前に開発した新型のパシフィスタ。
王下七武海に替わる戦力と目されている。ベガパンク曰く、「私が考え得る科学の最高峰」にして「この海の歴史上最強の人類」。外見は製造当時の王下七武海メンバーの子供時代（8歳時）をモデルにしているが、体格は人間の大人以上。アルベル（キング）から採取した血液によって強化されているため、白い髪・褐色の肌・黒い翼・背中の炎といったルナーリア族の特徴を持っている。体には従来のパシフィスタと同じく「PX-〇」と製造ナンバーが刻印されており、瞳には星型の模様が入っている。基本的に威権順位（五老星→ベガパンク（「猫」を含む）→戦桃丸→威権チップ所持者）に沿って命令に従うが、戦況に応じてわずかに自己判断できる「人格」が備わっている。
従来のパシフィスタと同じく掌からレーザーを放てる他、超人系能力者の血統因子から生成した特殊な血液「グリーンブラッド」を投与されたことで、悪魔の実の能力も持っている。このため、海のエネルギーが弱点である。戦闘力は凄まじく、ルフィとルッチ、ゾロとカクの4人がかりでも2体相手に苦戦を強いられるほど。「武装色の覇気」と「見聞色の覇気」を扱うことも可能。
エッグヘッド編では、当初はベガパンクの命令に従っていたが（一時、指揮権は戦桃丸やルッチに移った）、ヨークの指示でベガパンクを裏切る。麦わらの一味と交戦するも敗北し、「研究層」地下に拘束される。
以下の4体の他に、ドンキホーテ・ドフラミンゴ、ゲッコー・モリア、クロコダイルをモデルにした個体も存在する。
S-スネーク
声 - 三石琴乃
ボア・ハンコックがモデルの個体。
「偉大なる航路」エッグヘッド出身。身長208cm。血液型S型。好物は火鍋。
オリジナルと同じ「メロメロの実」の能力を持つ。ハンコックと比べて褒め言葉に弱く、ツンデレな一面がある。
アマゾン・リリーでの戦いに投入され、黒ひげ海賊団と渡り合った。エッグヘッド編ではベガパンクを裏切り、リリスらを石化させ、ピタゴラスを破壊するも、ルフィからの頼みを断れず石化を解いた。
S-ホーク
声 - 新井良平
ジュラキュール・ミホークがモデルの個体。
「偉大なる航路」エッグヘッド出身。身長212cm。血液型S型。好物はぶどうジュース。
ダズ・ボーネスの「スパスパの実」の能力を持つ。
アマゾン・リリーでの戦いに投入され、黒ひげ海賊団と渡り合った。エッグヘッドではベガパンクを裏切り、ゾロやカク達と対峙した。
S-ベア
声 - 岡本信彦
バーソロミュー・くまがモデルの個体。
「偉大なる航路」エッグヘッド出身。身長660cm。血液型X型。好物ははちみつ、サーモン。
オリジナルと同じ「ニキュニキュの実」の能力を持つ。
CP-0によってエッグヘッドに返還される。当初はルッチの命令に従っていたがヨークに寝返り、ルフィやルッチ達と対峙した。
S-シャーク
声 - 坂本千夏
ジンベエがモデルの個体。
「偉大なる航路」エッグヘッド出身。身長320cm。血液型F型。好物はもずく酢、フルーツ。
セニョール・ピンクの「スイスイの実」の能力を持つ。
エッグヘッドの研究所に通された麦わらの一味に襲い掛かる。以降はベガパンクに従っていたが、ヨークに寝返り、サンジらと対峙した。

#### 派生作品オリジナルキャラクター

##### アニメオリジナル（海軍本部）
ミンチー
声 - 鈴木琢磨
海軍本部軍曹。「出撃!ゼニィ海賊団編」で登場。ムーアの部隊を利用してゼニィの財宝を手に入れようとしたが、ルフィたちに阻まれ、肩章をムーアに剥がされて地位を剥奪された。
ムーア
声 - 田中亮一
海軍本部大佐。ミンチーの上官。責任感と正義感の強い人物。ミンチーの不正を阻止したルフィに、その礼として戦場を指定させる。結果、ルフィが適当に指差した霧の中の岩礁地帯に誘い込まれ身動きが取れなくなってしまう。
パスクア（ラパヌイ）の部隊
かつてのパンプキン海賊団の船長と団員たち。
パスクア（ラパヌイ）
海軍本部少佐。
イソカ、アキビ、ロンゴ、プカウ
イソカは海軍本部将校、残る3人は本部海兵（階級不明）。パスクアの部下。
ガバナー
声 - 二又一成
海軍本部中佐。元ランドルフの部下。TVスペシャル『守れ! 最後の大舞台』で登場。
野心家で「金で買えぬ物は無い」という考えを持つ。30年前、海賊に武器を横流し、さらに協力した友人を口封じのために殺害した。それに気付いたランドルフに告発され、軍法会議に掛けられるが、証拠不十分で無罪となった。その後30年かけて中佐にまで昇格するが、過去の一件が原因で出世が遅れたとランドルフを逆恨みしている。地位を鼻にかけているが、出世にしか興味がないため、ルフィが賞金首であることを把握しておらず、手柄の横取りや責任転嫁を繰り返していたため部下たちから信頼されてないなかった。
ランドルフへの恨みを晴らすため、引退芝居の日に彼を捕えるが、ルフィたちに阻止された。それでもなおランドルフの船を客諸共沈めようとするが、それもルフィ達に阻止された上に逆襲を受ける。すべての船を落とされ、これまで利権をむさぼることばかりしてきたため、部下達にも見捨てられた挙句に、ルフィに空まで殴り飛ばされた。
シェパード
声 - 難波圭一
海軍本部中佐。「脱出!海軍要塞編」で登場。
地位を鼻にかけた、嫌味な人物。上述のガバナーほどではないが、かなりの小物で陰湿な人物であるため、ジョナサンを始めとした他の海兵達からは随分と舐められている。武器は軍艦の大砲と同等の威力を誇る巨大バズーカ「イーグル・ランチャー」。
ナバロンを潰す口実を探しに特別監査官としてナバロンを訪れるが、ロビンによって成り代わられ、不審人物として捕まってしまう。その後、ジョナサンとは別に麦わらの一味を捕えようとするが、バズーカを間違えて逆に撃ってしまい、危うく海兵たちを殺しかけるなどジョナサンの作戦を妨害ばかりしていて役に立たなかった。その失態をジョナサンになすりつけるが、彼の妻であるジェシカによって殴り飛ばされた。
グローブ
声 - 今村直樹
海軍本部中佐。
その名の通り両手にグローブをはめている。エニエス・ロビーへのバスターコールに召集され、フランキーに倒された。
リュードー
海軍本部将校（階級不明）。リトル・イーストブルーに駐屯していた。
ユキムラ
声 - 増谷康紀
海軍本部少将。
「千人斬り」と呼ばれる剣士。頂上戦争で、海賊に襲われたコビーを救うが、その後海賊によって斬られ倒れる。後にアニメスペシャル『ハートオブゴールド』に登場。
キビン
声 - 髙木俊
海軍本部准将。
武器は十手。頂上戦争で、広場に乗り込んだルフィを仕留めようと、六式の「剃」「月歩」「鉄塊」を使用して挑むが、返り討ちにされた。後に劇場版『ONE PIECE FILM Z』に登場。
ビリッチの部隊
特別編『エピソードオブルフィ』で登場。新世界のハンドアイランドを拠点としていた部隊。
ビリッチ
海軍本部准将。
ヘジス
本部海兵（階級不明）。ビリッチの部下。
コーメイの部隊
特別編『アドベンチャー オブ ネブランディア』で登場。麦わらの一味を捕らえるための作戦で一時的にフォクシー海賊団に潜入。新世界のネブランディアを拠点としていた。
コーメイ
海軍本部中将。
カンショウ、ドウジャク
海軍本部将校（階級不明）。コーメイの部下。

##### 小説オリジナル
イスカ
『ONE PIECE novel A』の登場人物。海軍本部少尉。異名は「釘打ち」。
若い女性海兵。手の甲にひどい火傷の痕がある。正義感が強く真面目だが、どこか抜けているところもある。部下想いな性格。武器は細身の剣。釘を打つように正確に獲物を穴だらけにすることから「釘打ち」の二つ名を持ち、海賊の間では凄腕と名高い。
幼い頃、故郷が海賊に襲われ、そのときの火災で両親を亡くした。現場に駆けつけたドロウに助けられ、彼に憧れ海兵になった。両親を火事で失ったことで炎がトラウマになっており、自分と同じ思いをする子供を増やさないため、悪い海賊を自分の手で捕まえることを決意している。
「偉大なる航路」を航海中のスペード海賊団を襲撃し、囮として単独で攻め入るが、岩礁地帯に誘い込まれ味方の軍艦が大破してしまう。部下を助けるためエースとの戦闘を中断して荒れ狂う海に飛び込み、懸命に救助する姿を見たエースから、浮き輪を投げ入れられる。海賊に助けられた屈辱から、次は必ずお前を捕まえるとエースに宣言し撤退した。
以後、執拗にエースを狙うが、幾度と顔を合わせるうちにエースが極悪人ではないと見抜く。休暇中に訪れたシャボンディ諸島でエースと再会し、海軍に誘うが断られる。後日、エースを七武海に勧誘する交渉の場に立ち会うが、エースとドロウの戦いで故郷に火を放ったのが憧れのドロウであったと知り、絶望する。ドロウが倒れると、エースたちの逃亡を手助けし、エースから自分の船に乗り賞金稼ぎになるよう誘われるが、これを拒否しエースの船出を見届けた。
名前の由来は鳥のイスカ。
ドロウ
『ONE PIECE novel A』の登場人物。海軍本部中将。
イスカが恩人と慕う海兵。威圧感あふれる、体格のいい巨漢。「正義の味方」を自称するが、海賊逮捕のためには民間人の犠牲も躊躇わない苛烈な性格。少佐であった頃、イスカの故郷を襲った海賊を仕留めるため村に火を放ち、イスカの両親を巻き添えにした。七武海も含めた海賊を激しく嫌悪している。武器は両腕に装着した火炎放射器。「武装色の覇気」使い。
シャンボンディ諸島で、エースに七武海入りを打診する手紙を渡す。エースが七武海入りを断ると即座に攻撃を仕掛け、近くにいた子供を利用してエースの動きを抑える。だが、デュースに燃料タンクのチューブを外され、戦いの中で覇気を身につけたエースに倒された。

##### イベントオリジナル
トラップ大佐
声 - 不明
「ONE PIECE 3D 激走！トラップコースター」に登場する海軍大佐。海軍きっての知将と謳われる。
グレイドル
声 - 中村浩太郎
「ONE PIECE ドラマティックステージ THE METAL ～追憶のマリンフォード～」に登場する海軍中将。頂上戦争で大きく負傷したことから、ルフィ達海賊に対し強い復讐心を抱いている。
悪魔の実「メタメタの実」の能力者。体を金属に変えることが出来る「液体金属人間」。自らの分身であるメタル人形を無数に生み出すこともできる。
新世界のとある島でローやバルトロメオ達と宴を開こうとしていた麦わらの一味の前に立ちはだかる。
技一覧
メタルフエール
自分の分身であるメタル人形を無数に作り出す。
ワイルダー
「ONE PIECEプレミアショー2016」に登場する海軍中将。
バルザック
「ONE PIECEプレミアショー2019」に登場する海軍中将。

### 海軍支部（偉大なる航路）

#### 海軍G-1支部
モモンガ
声 - 太田真一郎
海軍G-1支部中将。G-1基地長。
「偉大なる航路」出身。46歳→48歳。誕生日は6月6日。身長251cm。ふたご座。血液型F型。好物はサモサ。マリンコードは00660。
モヒカン頭と口ひげが特徴の男。性格は生真面目で部下に厳しく、気骨ある軍人気質。武器は日本刀。単独で海王類を仕留めるほどの実力を持つ。六式の「剃」と「月歩」の使い手。大海賊時代以前から海軍に所属していた。
エニエス・ロビー編ではバスターコールに召集される。女ヶ島編で、七武海ハンコックに臨時召集を知らせるため、女ヶ島近海に現れる。その後、ハンコックの希望で共にインペルダウンへ赴き、エースとの面会に付き合った。マリンフォード頂上戦争では、六式を駆使してルフィを追い込んだ。
新世界編では、麦わらの一味復活の報を受け指示を出した。アニメでは、その後「Zの野望編」に登場している。
ゾット
海軍G-1支部大尉。インペルダウン編で、シャンクスとカイドウが小競り合いを起こしたことをモモンガに報告した。
ストーカー
声 - 高塚正也
海軍G-1支部中尉。「偉大なる航路」出身。名前の通り、ストーカー的な行動を取る。軍艦でハンコックの部屋に隠れたルフィの発言を聞いていた。

#### 海軍G-2支部
コーミル
声 - 竹本英史
海軍G-2支部中将。
掲げる正義は「ゆとりある正義」。武器は日本刀。誕生日は10月1日。
表紙連載『エースの黒ひげ大捜査線』で初登場。支部の苦いコーヒーが嫌いだったが、エースから受け取った手紙でモーダのミルクを仕入れたことで、コーヒーは格段においしくなった。その後、マリンフォード頂上戦争に参戦。
カダル
声 - 山田真一
15年前の海軍G-2支部少将。
眼鏡をかけた男。武器は日本刀。誕生日は7月29日。
15年前、タイヨウの海賊団に挑むが、フィッシャー・タイガーに返り討ちに遭い、船を落とされた。現在の消息は不明。

#### 海軍G-5支部
新世界に所在する支部。本部の命令を聞かず、海賊を無慈悲に扱う無法者集団として知られている。世間の評判は悪いが、海兵としての最低限のプライドは持っており、結束力は強い。構成人員は約300人で、6隻の軍艦を所有し、01部隊～06部隊で構成されている。結成日は5月5日。
ヴェルゴ
元海軍G-5支部中将。元G-5基地長。正体はドンキホーテファミリー最高幹部。
スモーカー
海軍G-5支部中将。01部隊所属→G-5基地長。
ヤリスギ
声 - 中村浩太郎
海軍G-5支部准将。06部隊所属。
名前の通り、行き過ぎた言動が目立つ危ない人物。口癖は「 - すぎる」。身長220cm。
市民から行方不明になった子供たちの捜索を依頼されるが、ヴェルゴが「事故死」と処理していたため、はねのけた。表紙連載『カリブーの新世界でケヒヒヒヒ』では、カリブー海賊団と交戦した。
たしぎ
海軍G-5支部大佐。01部隊所属。スモーカーの部下。
パイク、ジェロ、バケゾー、ガル、ボンバ
声 - 荒井聡太（パイク）、宮原弘和（ジェロ）、福原耕平（バケゾー、ボンバ）、田中一成（ガル）
海軍G-5支部海兵（階級不明）。01部隊所属。

#### 海軍G-8支部（アニメオリジナル）
「ハリネズミ」と呼ばれる鉄壁の大要塞「ナバロン」に所在する。劇場版『デッドエンドの冒険』においてレースの偽ゴール地点として初登場し、後にテレビアニメ「脱出!海軍要塞編」の舞台となった。
ジョナサン
声 - 田中信夫
海軍G-8支部中将。ナバロンの司令官。赤犬の部下。
一見飄々とした呑気者だが、狡知に長けた熟練の策士であり、的確な采配で相手を追い詰める知将。
ナバロンに進入した麦わらの一味を捕らえるため、様々な策で一味を追い詰めたが、肝心な所でシェパードが作戦を台無しにし、取り逃がしてしまった。頂上戦争編で本部に招集され、ドレイク・軍曹と共に再登場した。
ドレイク
声 - 竹本英史
海軍G-8支部少佐。ジョナサンの副官。
初登場は劇場版『デッドエンドの冒険』で、次作『呪われた聖剣』にも登場。麦わらの一味を捕まえようと奮闘するが、いずれも失敗している。
軍曹
声 - 稲田徹
海軍G-8支部軍曹。ドレイクの副官。本名不明。ドレイクと同じく、劇場版『デッドエンドの冒険』『呪われた聖剣』にも登場している。
ジェシカ
声 - 伊倉一恵
ナバロンの美人料理長。ジョナサンの妻。男勝りで誇り高い性格で、他のコックからの信頼も厚い。
コバト
声 - 平松晶子
ナバロンの女医。メカオの娘。専門は小児科。天然な性格をしている。血を見ただけで気絶してしまうほど臆病な一面がある。
メカオ
声 - 園部啓一
ナバロンの熟練の整備士。コバトの父。病気持ちだが酒好きで、医者であるコバトによく怒られている。
マーレイ兄弟
声 - 佐々木誠二（兄）、成田剣（弟）
ナバロンの厨房のチーフになるべく、マリージョアからやってきた料理人の兄弟。マリージョアでは高官達に高級料理を振舞っていたらしい。しかし、実際は仕込みの段階から部下に任せていたためジャガイモの皮むきすら満足にできない。
シンパチ、ビリー、トム
声 - 龍谷修武、藤本たかひろ、田中大文
ナバロンの料理人。

#### 海軍G-14支部
新世界「エッグヘッド」近くに所在する支部。パンクハザードでシーザーの研究の被害に遭った子供達が滞在しており、子供達を安心させるため、ドールの指示で基地にバルーンが取り付けられている。
ドール
声 - 行成とあ
海軍G-14支部中将。G-14基地長。
トゲ付きのチョーカーを巻いた、ショートヘアの女性。20年以上前から海軍に所属しており、かつてはサウロの部下だった。ロックの魂を持つ武闘派で、パシフィスタやカーシーを圧倒する、地位相当の実力者。「武装色の覇気」の使い手。
エッグヘッド編では、ベガパンク抹殺任務のためエッグヘッドに出動し、ルフィ達の援護に現れた巨兵海賊団のカーシーを殴り倒す。しかしその後、ボニーに幼児化させられた。
技一覧
音魂の爆発（ロックンロールブラスター）
「武装色の覇気」を纏った拳の乱打。

#### 海軍G-F支部（アニメオリジナル）
「海軍超新星編」で登場。新世界・ホールケーキアイランドの近くにある孤島「フロン島」にある支部。四皇ビッグ・マムの動向を監視する、海軍の最前線基地。海軍の各部隊から札付きの荒くれ者が集まっている。
プロディ
声 - 多田野曜平
海軍G-F支部中将。G-F所長。
左右に伸びた口ひげを生やした老兵。掲げる正義は「メリハリある正義」。常に2人の側近を引き連れている。夢や冒険を口実に市民の安全を脅かす海賊を許さないという海兵としての強い使命感を持つが、同時に左遷や退職金カットが嫌という本音も漏らしている。青雉に対しては、脱退後の黒い噂もあってあまり快く思っていない。武器はバズーカで、砲弾に覇気を纏わせることで威力を上げている。ガープとは旧知の仲で、若い頃は彼とよく競い合ったという。
基地に侵入者が現れたとの報告を受け監視室に向かい、食堂にいるルフィを発見し全兵に捕縛を命じる。グラント達がルフィと交戦している間に、自身は部隊を率い海岸に先回りし、ルフィ達を待ち構えたが、戦力差から徐々に押されていき、最終的に自身も含む部隊全員ルフィ達に倒された。
オールハント・グラント
声 - 花江夏樹
海軍G-F支部大佐。
G-F支部に赴任してきた実力派の若手海兵。17歳。かつては青雉の部隊に所属していた。青雉を慕っており、彼を非難したプロディに怒りを露にしている。味方の海兵相手に腕ならしをするなど血気盛んな性格で、赴任早々のトラブルもありG-F支部の海兵たちからは疎まれている。馴れ合いは好まないが、長い付き合いのボナムとザッパには気を許している。辛い物が苦手でG-F支部の海軍カレーも受け付けない。ルフィからは「グラタン」と呼ばれる。
動物系悪魔の実の能力者。左腕が巨大な獣の腕になる。普段は暴走を抑えるため左腕に特殊な拘束具をつけている。武器は2本の短剣。
少年時代、左腕が暴走し自分がいた島を崩壊させてしまったが、偶然島に立ち寄った青雉の能力で抑えられた。以降、海軍に入隊し修行を重ねていったが、青雉からは戦いの最中に左腕が暴走されると困るとして何度も待機を命じられていた。
ビッグ・マムを仕留めるため自らの希望でG-F支部に異動。赴任早々同じく派遣されてきた他の海兵といさかいを起こし軍艦一隻を台無しにした。食堂で潜入中のルフィを見つけ、真っ先に勝負を挑むも軽くあしらわれ逃げられてしまう。その後もボナムとザッパと3人で執拗にルフィを追いかけるが、力の差を見せつけられ敗北。一度は戦意喪失するが、青雉の言葉を思い出し再びルフィと相対する。左腕の拘束具を外し、解放した能力でルフィと渡り合ったが、最後はギア3との押し合いに敗れる。目を覚ました後、3人でルフィへのリベンジを誓った。
アント・デ・ボナム
声 - 安元洋貴
海軍G-F支部中尉。
G-F支部に赴任してきた実力派の若手海兵で、かつて青雉の部隊に所属していた。22歳。手長族の巨漢。顔は厳ついが面倒見はよく、グラント、ザッパとの3人の中では兄貴的存在。グラントよりも階級は下だが対等に接している。体型を自由に変えることで身体能力を増幅させる独自の技「息吹気功」の使い手。六式の天才を自称し、「剃」「指銃」「鉄塊」「嵐脚」などが使える。
食堂でルフィに攻撃を仕掛けるもことごとくかわされ、ギア2の一撃で退けられる。食料庫ではチョッパーと対決したが、「重量強化」の一撃の前に敗北。ルフィに敗れ戦意喪失したグラントを殴りつけ檄を飛ばすと、なおもルフィを追走し、ザッパと2人で挑むが返り討ちにされた。
シモイ・ザッパ
声 - 古川慎
海軍G-F支部中尉。
G-F支部に赴任してきた実力派の若手海兵で、かつて青雉の部隊に所属していた。20歳。人見知りだが、女性を見かけると猛アプローチする女好き。ナミを気に入っており、彼女の手配書を常に持ち歩いている。二刀流の剣士で、剣を抜くと豹変する。六式の「月歩」が使える。
G-F支部に赴任して片っ端からプロポーズしたがすべてフラれ落ち込んでいた。ナミの変装を見抜き即座にプロポーズしたが気持ち悪いとドン引きされる。さらにキャロットにも目をつけ、2人の電撃を受けてもしつこく追い回したが、自分の攻撃で崩れた貯水タンクに潰される。ルフィに敗れ戦意喪失したグラントに対し、大将の言葉を忘れたのかとグラントの奮起を促した。

### 海軍支部（東西南北の海）

#### 海軍第8支部（アニメオリジナル）
「東の海」にある支部。「千年竜伝説編」で登場。
ネルソン・ロイヤル
声 - 滝口順平
海軍第8支部提督。
異様な肥満体の大食漢。横暴かつ下劣な性格。語尾に「おじゃる」と付けて話す。本人の戦闘能力は低いが、艦隊による海戦の采配に優れており、その点についてだけは周囲にも評価されている。
傭兵のエリックを使い、不老不死の妙薬「竜骨」を得ようと目論んでいた。最終的にルフィたちの妨害によって失敗し、自身は裏切ったエリックに攻撃された。
ハーディ
声 - 高塚正也
海軍第8支部少佐。ネルソンの副官。ネルソンとは違い、実直な性格。

#### 海軍第16支部
「東の海」にある支部。原作とアニメでは基地の外観が異なる。
ネズミ
声 - 西脇保
海軍第16支部大佐。
「東の海」出身。34歳→36歳。誕生日は12月12日。身長182cm。いて座。血液型XF型。好物はチーズ。マリンコードは00733。
耳の付いたフードを被った、ネズミのような顔つきの男。海賊アーロンと癒着して賄賂を受け取り、コノミ諸島の支配を黙認していた卑劣漢。心の底ではアーロンを金づるとしか考えておらず、魚人に対しても差別意識を持っている。笑い声は「チチチチチ」。
アーロンパーク編で、アーロンとの取引により、ナミが8年かけて貯めた9300万ベリーを強引に回収する。麦わらの一味がアーロン一味を倒すと、その手柄と残された資産を横取りしようとするが、ゾロとナミから制裁を受け撤退。帰還後、ルフィたちを逆恨みして本部に連絡し、ルフィ手配のきっかけを作った。

#### 海軍第77支部
「東の海」にある支部。
プリンプリン
声 - 稲田徹
海軍第77支部准将。
正義感が強い人物で、部下からは慕われている。自身の部隊を「多少なり名の通った精鋭部隊」と称しているが、アーロンからは認知されていなかった。「東の海」出身。誕生日は5月16日。
ゴサの町民の救出を目的に、コノミ諸島に出動。その際、アーロンパークに攻撃を仕掛けるが、返り討ちに遭い、船ごと沈められた。
モデルは、作者の幼少期に放送されていた人形劇『プリンプリン物語』。

#### 海軍第153支部
「東の海」のシェルズタウンにある支部。
モーガン
海軍第153支部大佐。ルフィとゾロによって倒され、逮捕された。
リッパー
声 - 幸野善之（3話）、稲田徹（68話）、高塚正也（879話）
海軍第153支部中佐。誕生日は6月13日。
コビーの海軍入隊を許可した人物。モーガンを倒したルフィとゾロに対してはせめてもの義理に本部への連絡を避け、支部一同で敬礼をして送り出した。その後、モーガンの後釜に収まった模様。
ロッカク
声 - 村上陽
海軍第153支部中尉。誕生日は6月19日。
基地に侵入したリカを殺害せよというモーガンの命令を拒み、斧で斬られた。
ウッカリー
演 - リチャード・ライト＝ファース
海軍第153支部三等兵。誕生日は2月17日。
うっかりしていたため、モーガンの像を建物に当てて傷を付けてしまい、モーガンに斬られそうになったが、ルフィの侵入により免れた。
コビー
海軍第153支部雑用。現在は海軍本部大佐。
ヘルメッポ
海軍第153支部雑用。現在は海軍本部少佐。モーガンの息子。

### その他の海兵・海軍関係者
アタッチ
元海軍写真部部長。現在は世界経済新聞社所属。
テンセイ
声 - 上田燿司
海軍犯罪捜査局局長。通称「黒馬（くろウマ）」。
サングラスをかけたオールバックの男。元帥のサカズキとは旧知の仲のようで、対等に接している。
ワノ国での戦いが終結した後、世界会議で起こった数々の事件について、サカズキや黄猿と会談する。
モデルは俳優の小林旭。
アサヒジャー
声 - 平井啓二
海軍軍曹。モリアに影を奪われていた。
カンドレ
海軍本部将校。白ひげ傘下の海賊船長・アンドレの双子の兄弟。
名前の由来は歌手・井上陽水の旧芸名「アンドレ・カンドレ」。
Dr.フィッシュボーネン
声 - 服巻浩司
海軍本部の医師。頂上戦争後、コビーに覇気について教えた。
コマッコフ
海軍本部「四料理長」の一角。異名は「冬料理のコマッコフ」。
黄猿率いるエッグヘッド討伐艦隊に同行した。
エリック
声 - 中尾隆聖
アニメオリジナルキャラクター。ネルソン・ロイヤル提督に雇われた傭兵。異名は「つむじ風のエリック」。
悪魔の実「カマカマの実」の能力者。鋭い爪先からカマイタチを作り出すことができる。
飲めば不老不死になるという「竜骨」を手に入れるべく、ネルソンと手を組む。アピスが匿っていた千年竜を発見したが、ネルソンには報告せず独断でルフィたちを追う。最終的にはネルソンを裏切り、自らが竜骨を手に入れようとするが失敗。その後、ルフィと対決し吹き飛ばされる。なおもルフィの首を狙ってリヴァース・マウンテンまで追いかけるが、油断した隙にナミに海に落とされた。
タジオ
声 - 雪乃五月
アニメオリジナルキャラクター。海軍の見習い少年コック。オールブルーを目指している。
サンジのアドバイスを受け、海軍カレーを作ることに成功する。最後はサンジもオールブルーを目指していることを知り、笑顔で別れた。
サガ、トウマ、ビスマルク、ブーコング
劇場版オリジナルキャラクター。アスカ島の海軍道場師範と高弟たち。
ストレート軍曹、カーブ
劇場版『GOLD』オリジナルの海兵。
マロン、ホロ
劇場版『STAMPEDE』オリジナルの海兵。

### 脱隊者
クザン
声 - 子安武人
元海軍本部大将。黒ひげ海賊団十番船船長。通称「青雉（あおキジ）」。懸賞金は海軍本部審議中。
「南の海」ベスパ王国領出身。47歳→49歳。誕生日は9月21日。身長298cm。おとめ座。血液型F型。好物はシェリー酒（ティオペペ）、酪農牛乳、コーヒー（クザンオリジナルブレンド）。嫌いな食べ物は手の込んだ料理。趣味は昼寝、自由気ままな自転車旅。イメージ動物は雉。
マイペースかついい加減で、調子のいい性格。「だらけきった正義」がモットーの男。地位相当の威厳はあまりないがその実、海軍の「絶対的正義」に縛られない強い信念と、「正義とは立場や状況によって変わるもの」という考えを持っており、世界政府や海軍が全てだとは思っていない。そのため、センゴクや部下からの信頼は厚い。若手時代からガープの弟子であり、彼には敬意を払っている。アイマスクに青いシャツに白いベストを着用。新世界編では、サングラスをかけ放浪者のような服装をしている。また、右上半身に大きな火傷の痕があり、左足には能力で作った氷の義足をつけている。海軍を辞めてからは、超ペンギンのキャメルを旅の供にしている。「あらら」が口癖。
自然系悪魔の実「ヒエヒエの実」の能力者。体を氷に変え、冷気であらゆるものを凍結させる「氷結人間」。凍結した状態で衝撃を加えられた物体は瞬時に粉砕される。また、能力者の弱点である海をも凍らせることができる。氷の性質ゆえに物理攻撃を受け流すことはできないが、氷の破片を集結させることで再生できる。体が超低温の氷であるため、青雉と接触した部分は一瞬で凍りつき、すぐに処置しないと凍傷になり腐ってしまう。海に出る際は、愛用の自転車「青チャリ」に乗って海水を凍らせながら移動している。
30年前、海軍に入隊。中将時代の22年前、バスターコールによりオハラに派遣され、脱走したかつての同僚であり、親友のハグワール・D・サウロを凍結させた。そして、サウロの意志を酌んで島からロビンを逃がし、その動向を静観していた。また、当時は「燃え上がる正義」という信念を掲げていたが、オハラの事件以降は悩み続けた末、確固たる意志で現在の「だらけきった正義」に行き着いた。
アラバスタ事件後に行方を眩ませたロビンの消息の確認と、ガープの孫であるルフィを一目見るため、ロングリングロングランドで麦わらの一味の前に現れる。仲間との合流を目指す島の住民トンジットのために、周辺の海を凍らせて渡れるようにした。当初は一味と友好的に接していたが、急成長を遂げる一味が政府にとって危険な存在になると感じて攻撃を仕掛け、ロビンを氷漬けにする。一騎打ちを挑んできたルフィも氷漬けにしたものの、彼の意思を汲み取り、クロコダイル討伐の借りを返すため、この場では見逃した。その後、ロビンを捕縛するため、CP9の長官スパンダムにバスターコールの権限を与えた。CP9がエニエス・ロビーで麦わらの一味に敗北を喫した様を見届けると、ウォーターセブンでロビンの意志を確認し、彼女の行方を見守ることにした。
マリンフォード頂上戦争では開戦直後に白ひげが起こした大津波を凍らせ、さらに海を凍らせて足場を作った。さらに、センゴクの命でバギーを映像電伝虫ごと氷漬けにする。オリス広場ではルフィや白ひげとも交戦し、ジョズを全身氷漬けにして戦闘不能にした。エースが解放されるとルフィに攻撃を仕掛けたが、エースによって攻撃を打ち消された。エースと白ひげの死後、ルフィたちの逃走阻止を図り、ハートの海賊団の潜水艦を捕縛しようとするが、逃げられてしまった。
終戦後、センゴクから次期元帥に推薦される。しかし、政府上層部から推薦された赤犬が元帥に就任することに強く反発。激しく対立した末にパンクハザードで赤犬と10日間に及ぶ死闘を繰り広げるが敗北し、彼の下につくことを拒否して海軍から去った。以後は消息不明となっていたが、その約1年後に新世界のとある島にて、黒ひげ海賊団と一触即発の状態から意気投合し、十番船船長として黒ひげ海賊団に加わる。
2年後のパンクハザード編で再登場し、ドフラミンゴに襲撃され重傷を負ったスモーカーを救助した。表紙連載『世界の甲板から 5億の男編』では、キャメルの焼いたバーベキューを食べながら、ドレスローザでのルフィの活躍が書かれた新聞を読んでいた。
その後、夢のかき氷を求めて放浪一匹旅に出たキャメルと別れる。表紙連載『ジェルマ66のあゝ無感情海遊記』では、オーガーと共にショコラタウンを襲撃し、シャーロット・クラッカーを氷漬けにした上でプリンを誘拐する。エッグヘッド編では、コビー奪還のためにハチノスに乗り込んできたガープと対峙。ガープと一騎打ちの激闘を繰り広げ、傷を負い弱ったガープを氷で拘束する。
劇場版『ONE PIECE FILM Z』では、原作に先駆けて新世界編の姿で登場。セカン島でルフィたちと再会し、ゼットがエンドポイントを破壊すると氷で火砕流を防ぎ観光客やルフィたちの脱出を手助けする。ルフィたちにゼットの目的を話し、ピリオ島の「永久指針」を渡した。ルフィとゼットの決闘を見届け、ゼットが麦わらの一味を海軍から逃がすため殿を務めようとすると、氷壁でゼットの退路を断ち、その最期を見届けた。
アニメオリジナルエピソード「海軍超新星編」では、元部下のグラント・ボナム・ザッパの3人が登場し、彼らとの関係が描かれている。
モデルは俳優の松田優作。ドラマ『探偵物語』で松田が演じた工藤俊作がデザインのモチーフになっている。
技一覧
氷河時代（アイスエイジ）
周囲の水を一瞬にして凍らせる。見渡す限りの海面を凍らせるほど範囲は広く、最低でも1週間は効果が続くという。水に直接触れずとも、氷を通して凍らせることが可能。
アイスサーベル
芯となるもの（作中ではちぎった草を使用）に息を吹きかけて凍らせた氷のサーベル。
アイスタイム
相手に体を密着させ、全身から冷気を放つことで相手を凍らせる。
アイスタイムカプセル
離れた距離から冷気の弾丸を放ち、相手を徐々に凍らせる。
アイス塊（アイスブロック）
冷気によって様々な形状の氷の塊を作り出す。
両棘矛（パルチザン）
矛型の氷塊を無数に飛ばす。
暴雉嘴（フェザントベック）
雉型の巨大な氷の彫刻を作り出し、相手に突進させる。
アイスBALL（アイスボール）
冷気を飛ばし、相手をボール状の氷塊の中に閉じ込める。
氷拳（アイスグローブ）
拳に冷気を纏ってパンチを繰り出す。
ハグワール・D・サウロ
声 - 草尾毅
元海軍本部中将。巨人族。
「南の海」出身。127歳。誕生日は3月6日。身長19.5m。うお座。血液型F型。好物はクジラの丸焼き。
作中で唯一、「D」を名に持つ巨人族。戦士の国として知られるエルバフのことは野蛮だと考えており、他の巨人も同類だと思われることを危惧していた。エルバフの住民とは良好な関係を築いている。軍艦を持ち上げるほどの怪力の持ち主。クザンとは親友同士だった。笑い声は「デレシシシ」。語尾は「だで」。
22年前、考古学者ニコ・オルビアを捕らえる。だが、学者達を処罰することに疑念を感じ、オハラへのバスターコール参加命令に強く反発し、オルビアと話し合った末に彼女を逃がす。海軍から脱走して偶然オハラに流れ着き、オルビアの娘であるロビンに出会い、孤独な彼女に笑い方を教えた。オハラにバスターコールが発動された際、ロビンを守るため海軍の軍艦6隻を破壊したが、クザンに凍結させられた。しかし、バスターコールの業火で凍結が溶けて海に落ちたことで一命を取り留めており、その数ヶ月後、壊滅したオハラの湖に沈んでいた大量の文献を、巨人族の仲間と共にエルバフに持ち帰った。後にベガパンクがこの資料を読むために内密にエルバフを訪れ、オハラの研究を独自に引き継いでいる。現在は全身が傷だらけで右足が義足になっており、エルバフに身を潜めて20年前にハラルド王の頼みで自ら開校したセイウチの学校で、歴史を教えている。
エルバフ編では、陽界のフクロウの図書館の近くの「戦士の泉」の浜辺で、ロビンと22年ぶりの再会を果たす。神の騎士団がエルバフを襲撃すると、子供達の救出に乗り出す。
技一覧
鬼抹志拳（きまつしけん）
覇気を纏わせた拳を相手に叩きつける。
モーガン
声 - 銀河万丈
演 - ラングレー・カークウッド
元海軍第153支部大佐。ヘルメッポの父親。異名は「斧手のモーガン」。
「東の海」シェルズタウン出身。42歳→44歳。誕生日は4月13日。身長285cm。おひつじ座。血液型XF型。好物は高級な料理。
右腕が斧型の義手となっており、鉄柵を両断するほどの切れ味を誇る。顎を金属製のギプスで固定している。駐在するシェルズタウンに恐怖支配を敷いており、自分に逆らう者は容赦なく処刑する。息子のヘルメッポが自分の権力を利用することには何も口出ししなかったが、息子への愛情はまるでなく、殴る価値すらないウスラバカ息子だと思っていた。
かつては誇り高い海兵で、軍曹時代の5年前にクロネコ海賊団と交戦。同僚が全滅し自身も右手と顎を潰される重傷を負ったが、命乞いをしない根性をクロに気に入られ、自身を世間的に抹消する計画に利用するため生かされた。そしてジャンゴの催眠術にかかり、偽者のクロを捕らえ処刑した。この手柄と腕っ節が認められて少佐に昇格し、その後は実力で大佐にまで登りつめたが、権力と地位に対して異常に執着するようになる。
海軍基地に侵入したルフィが建設中の自分の銅像を壊したことに激怒し、ルフィを処刑しようとしたが、ルフィとゾロに倒された。
表紙連載『コビメッポ奮闘日記』で、その後が描かれた。部下に捕縛された後は今までの罪から死刑の判決が下り、海軍本部へ移送される。その際、本部中将ガープを切りつけ（ただし傷は浅かった）、ヘルメッポを人質にして脱走する。しかし、ヘルメッポから決別を言い渡され逃げられた。その後の動向は不明。
名前の由来は実在の海賊ヘンリー・モーガン。
ベルメール
元海軍将校（階級不明）。故人。
シーザー・クラウン
元海軍科学班の科学者。
ディエス・バレルズ
元海軍将校（階級不明）。バレルズ海賊団船長。故人。

#### アニメオリジナル（脱隊者）
ダディ・マスターソン
アニメオリジナルキャラクター。元海軍少尉。子連れの賞金稼ぎ。
ランドルフ
声 - 園部啓一
アニメオリジナルキャラクター。元海軍本部少佐。現在は島々を転々と移動する「ランドルフ一座」の座長。TVスペシャル『守れ! 最後の大舞台』で登場。
元々家族で芝居をしていたが、海賊に家族を殺されたことをきっかけに海軍に入隊し、その海賊を逮捕した。退役後、自分と同じく海賊によって家族を失った人々を元気付けるため、ランドルフ一座を立ち上げた。その経歴から、海賊を激しく憎んでいる。
引退芝居の日に、元部下のガバナーに海賊への武器密売の濡れ衣を着せられ、逮捕される。だが、ルフィたちの活躍で脱出し、引退芝居を無事成し遂げた。
ガスパーデ
劇場版オリジナルキャラクター。元本部海兵。ガスパーデ海賊団船長。
ゼファー
劇場版オリジナルキャラクター。元海軍本部大将。NEO海軍総帥。
アイン、ビンズ
劇場版オリジナルキャラクター。元海軍将校（階級不明）。NEO海軍幹部。
シューゾ
アニメオリジナルキャラクター。元海軍本部准将。NEO海軍遊撃隊隊長。